# Literatura del Antiguo Egipto

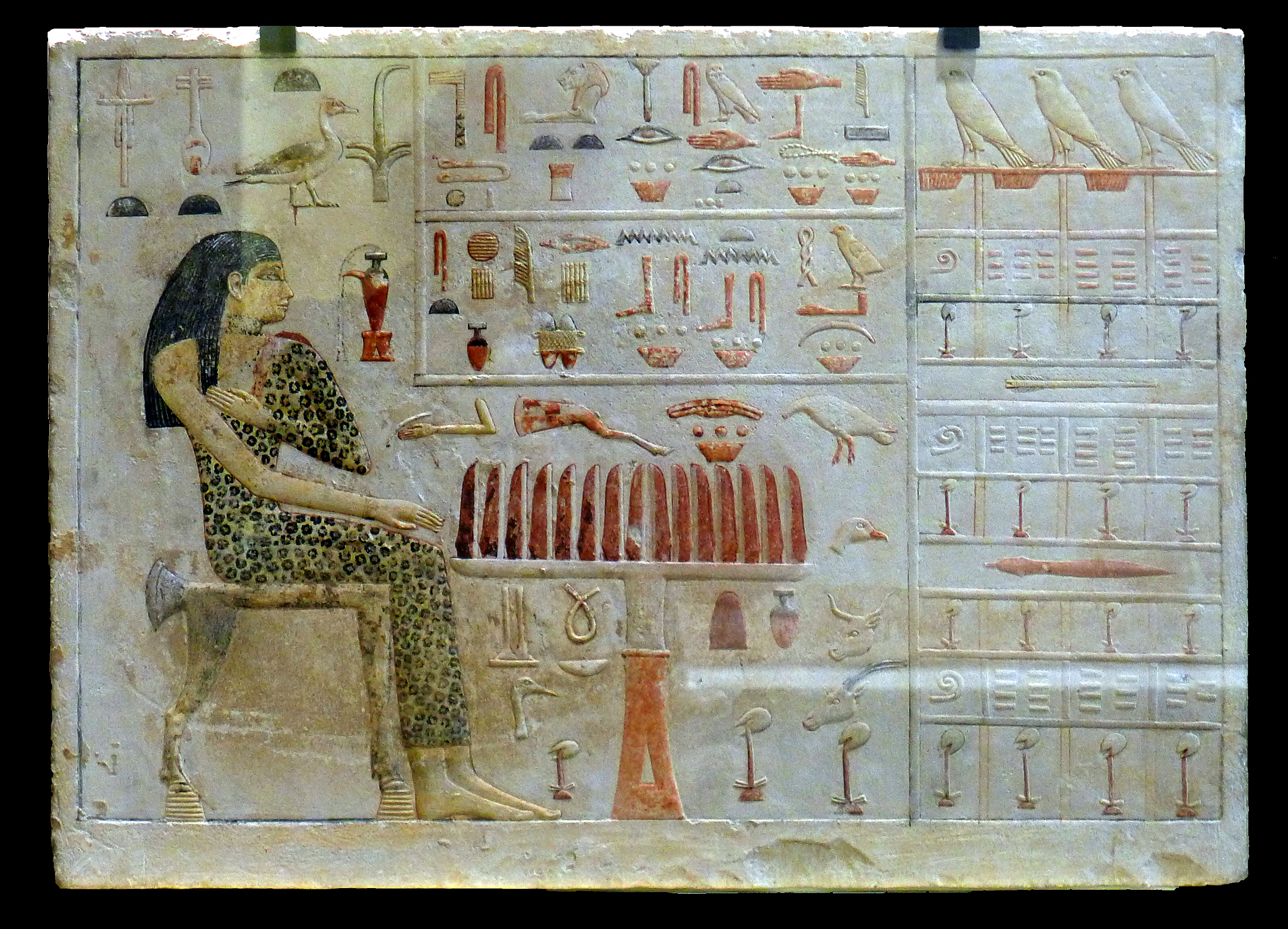
Estela de la princesa del Imperio Antiguo Neferetiabet (c. 2590-2565 a. C.), de su tumba en Guiza, con jeroglíficos tallados y pintados en una losa de piedra caliza.

Se considera literatura del Antiguo Egipto a los textos escritos en lengua egipcia desde el período faraónico del Antiguo Egipto hasta el final de la dominación romana del país. Representa el corpus más antiguo de la literatura egipcia y, junto con la literatura sumeria, se considera la literatura más antigua del mundo.
La escritura en el antiguo Egipto, tanto jeroglífica como hierática, se remonta a finales del cuarto milenio a. C. durante el período tardío del Egipto predinástico. En el Imperio Antiguo (siglos XXVI a XXII a. C.) las obras literarias consistían en textos funerarios, epístolas y cartas, himnos y poemas y textos autobiográficos conmemorativos que relataban la trayectoria de altos funcionarios administrativos. Hasta principios del Imperio Medio (siglos XXI a XVII a. C.) no surgió una literatura narrativa egipcia, que supuso una «revolución mediática» que, según el egiptólogo y académico británico Richard B. Parkinson, fue el resultado de la aparición de una clase intelectual de escribas, de una nueva sensibilidad cultural sobre la individualidad, de unos niveles de alfabetización sin precedentes y un mayor acceso al material escrito. Sin embargo es probable que la tasa de alfabetización general fuera inferior al uno por ciento de la población total, por lo que la creación literaria estaba reservada a la élite social, monopolizada por una clase de escribanos vinculados a las oficinas del gobierno y a la corte real del faraón reinante, aunque no existe un consenso pleno entre los eruditos modernos en cuanto a la dependencia de la antigua literatura egipcio del orden sociopolítico de las cortes reales.
El egipcio medio, la lengua hablada del Imperio Medio, se convirtió en un idioma clásico durante el Imperio Nuevo (siglos XVI a XI a. C.) cuando apareció por primera vez por escrito la lengua vernácula conocida como egipcio tardío. Los escribas del Imperio Nuevo canonizaron y copiaron muchos textos literarios escritos en egipcio medio, que seguía siendo el idioma utilizado para las lecturas orales de los textos jeroglíficos sagrados. Algunos géneros de la literatura del Reino Medio, como las sebayt o «enseñanzas» y los relatos de ficción, seguían siendo populares durante el Imperio Nuevo, aunque el género de los textos proféticos no resurgió hasta el período ptolemaico (siglos IV a I a. C.). Entre los relatos más populares están la Historia de Sinuhé y la Historia del campesino elocuente y entre las enseñanzas más significativas están las Instrucciones de Amenemhat y La enseñanza de la lealtad. Durante el Imperio Nuevo la escritura de grafitos conmemorativos en los templos sagrados y en las paredes de las tumbas llegó a convertirse en un género literario en sí mismo, aunque empleaba expresiones similares a las de otros géneros. El reconocimiento de la autoría legítima solo era importante en unos pocos géneros y en los textos de «enseñanzas» generalmente se utilizaban seudónimos y se atribuían de forma engañosa a destacadas figuras históricas.
La literatura del Antiguo Egipto se ha conservado en una gran diversidad de soportes, como hojas y rollos de papiro, ostracones de piedra caliza o cerámica, tablillas de madera, edificios de piedra monumentales y sarcófagos. Se han descubierto depósitos escondidos con material literario, enterrados durante miles de años, en asentamientos situados en los márgenes secos del desierto de la civilización egipcia. Sin embargo, los textos desenterrados por los arqueólogos modernos que se conservan representan solo una pequeña parte del material literario del antiguo Egipto. La región que se extiende por la llanura aluvial de la crecida del Nilo está poco representada porque el entorno húmedo no es adecuado para la conservación de las inscripciones en papiros y la tinta. 

## Escrituras, soportes y lenguas

### Escrituras jeroglífica, hierática y demótica
En el cuarto milenio a. C., durante el Periodo arcaico de Egipto, la escritura jeroglífica y variante hierática ya eran un sistema de escritura arraigado. Los jeroglíficos egipcios son pequeñas representaciones artísticas de objetos naturales que representan sonidos. Por ejemplo, el pestillo de una puerta, que en egipcio se pronuncia se, produce el sonido s; así, uniendo distintos jeroglíficos se pueden formar combinaciones de sonidos que pueden representar palabras y conceptos reales o incluso abstractos como pena, felicidad, belleza o maldad. La Paleta de Narmer, que data de alrededor del año 3100 a. C., durante la última fase del Egipto predinástico, combina los jeroglíficos del siluro y cincel para obtener la representación fonética del nombre del rey Narmer.

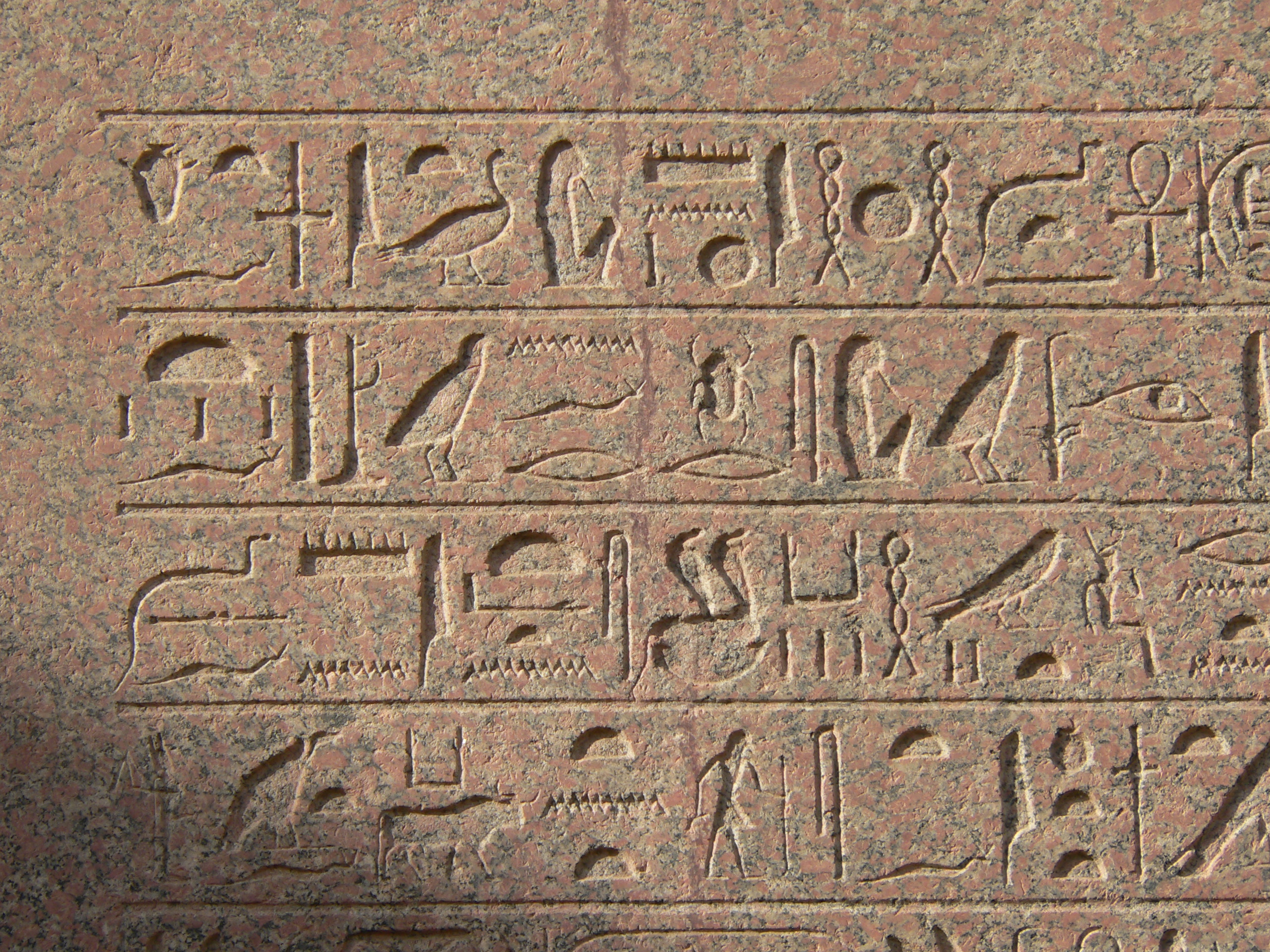
Texto jeroglífico en el obelisco de Hatshepsut erigido en el templo de Karnak.

Los egipcios se referían a sus jeroglíficos como mdw.w-nṯr 'palabras divinas' o 'palabras de Dios' y reservaban su uso para fines de exaltación, como comunicarse con las divinidades y los espíritus de los muertos a través de los textos funerarios. Cada palabra jeroglífica representaba un objeto específico y encarnaba la esencia de ese objeto, reconociéndolo como algo creado por la divinidad y perteneciente al gran cosmos. Mediante actos de rituales sacerdotales, como quemar incienso, el sacerdote permitía que los espíritus y las deidades leyeran los jeroglíficos que decoraban las paredes de los templos. En los textos funerarios a partir de la Dinastía XII y posteriores, los egipcios creían que modificar u omitir ciertos jeroglíficos acarreaba consecuencias, buenas o malas, para el difunto que ocupaba la tumba, cuyo espíritu dependía de los textos como sustento en la vida después de la muerte. Así, mutilando el jeroglífico de una serpiente venenosa u otro animal peligroso, se eliminaba una amenaza potencial, sin embargo, eliminar cada uno de los jeroglíficos que representan el nombre de una persona fallecida privaría a su alma de la capacidad de leer los textos funerarios, condenándola a una existencia inanimada.

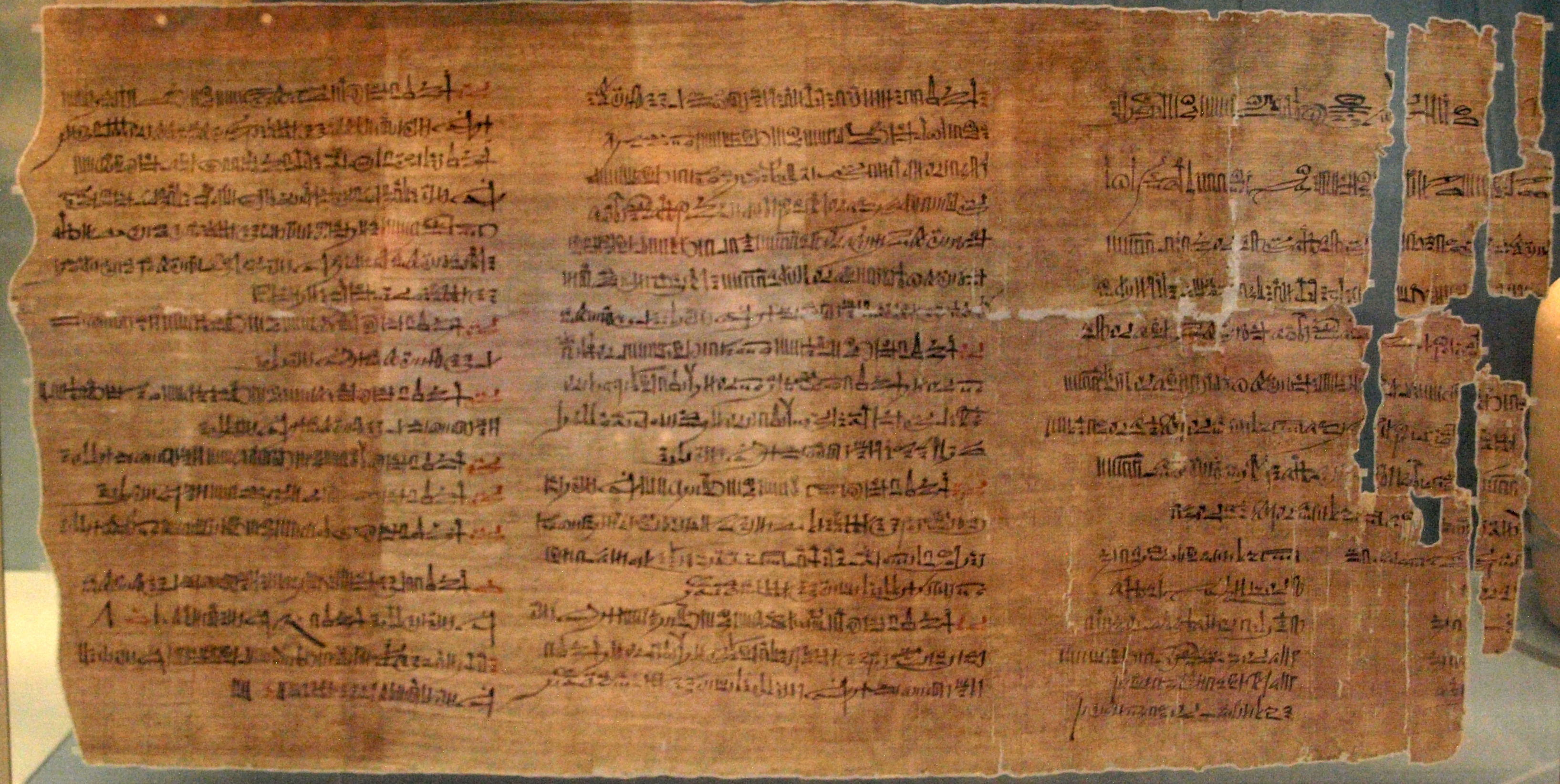
Papiro de Abbott, un documento en escritura hierática que describe una inspección de las tumbas reales de la Necrópolis tebana y que data del 16.º año de reinado de Ramsés IX, c. 1110 a. C.

La hierática es una variedad cursiva simplificada de los jeroglíficos; al igual que ellos, se utilizaba en los textos sagrados y religiosos. Para el primer milenio a. C., la caligrafía hierática se convirtió en la forma de escritura más utilizada en los papiros funerarios y en los rollos de los templos. Mientras que la escritura de los jeroglíficos requería una gran precisión y cuidado, la cursiva hierática era más sencilla y estilizada y más adecuada para escribir con cálamo en papiros y podía escribirse mucho más rápido, por lo que resultaba más práctica para los escribas. Su propósito principal era servir como una escritura taquigráfica para documentos que no fueran de la realeza ni monumentales, y menos formales, como cartas privadas, documentos legales, poemas, registros de impuestos, textos médicos, tratados matemáticos y guías de instrucción. El hierático podía escribirse de dos formas diferentes; una era más caligráfica, normalmente reservada para los registros gubernamentales y los manuscritos literarios , mientras que otra se utilizaba para cartas, textos y registros más informales.

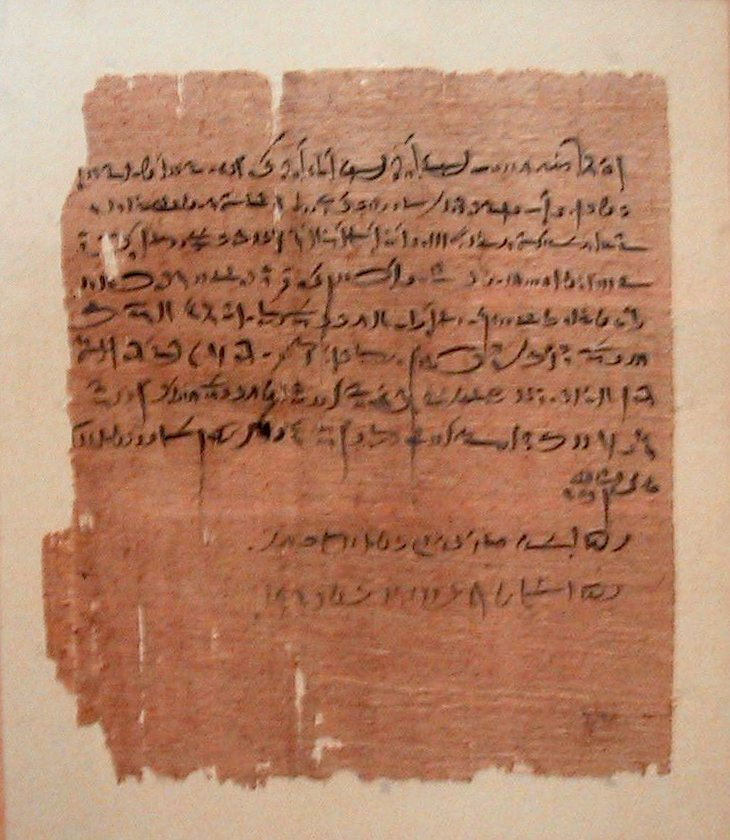
Papiro en demótico del 35.º año de reinado de Amosis II.

A mediados del primer milenio a. C. todavía se utilizaba la escritura hierática y jeroglífica para los escritos reales, monumentales, religiosos y funerarios, mientras que el demótico, una nueva escritura, aún más cursiva, se utilizaba para la escritura informal del día a día. El último sistema de escritura que adoptaron los antiguos egipcios fue el alfabeto copto, una versión revisada del alfabeto griego. El uso del copto se generalizó en el siglo IV d. C. cuando el cristianismo se convirtió en la religión estatal en todo el Imperio romano y los jeroglíficos se desecharon como imágenes idólatras de una tradición pagana, inapropiados para escribir el canon bíblico.

### Utensilios y materiales de escritura

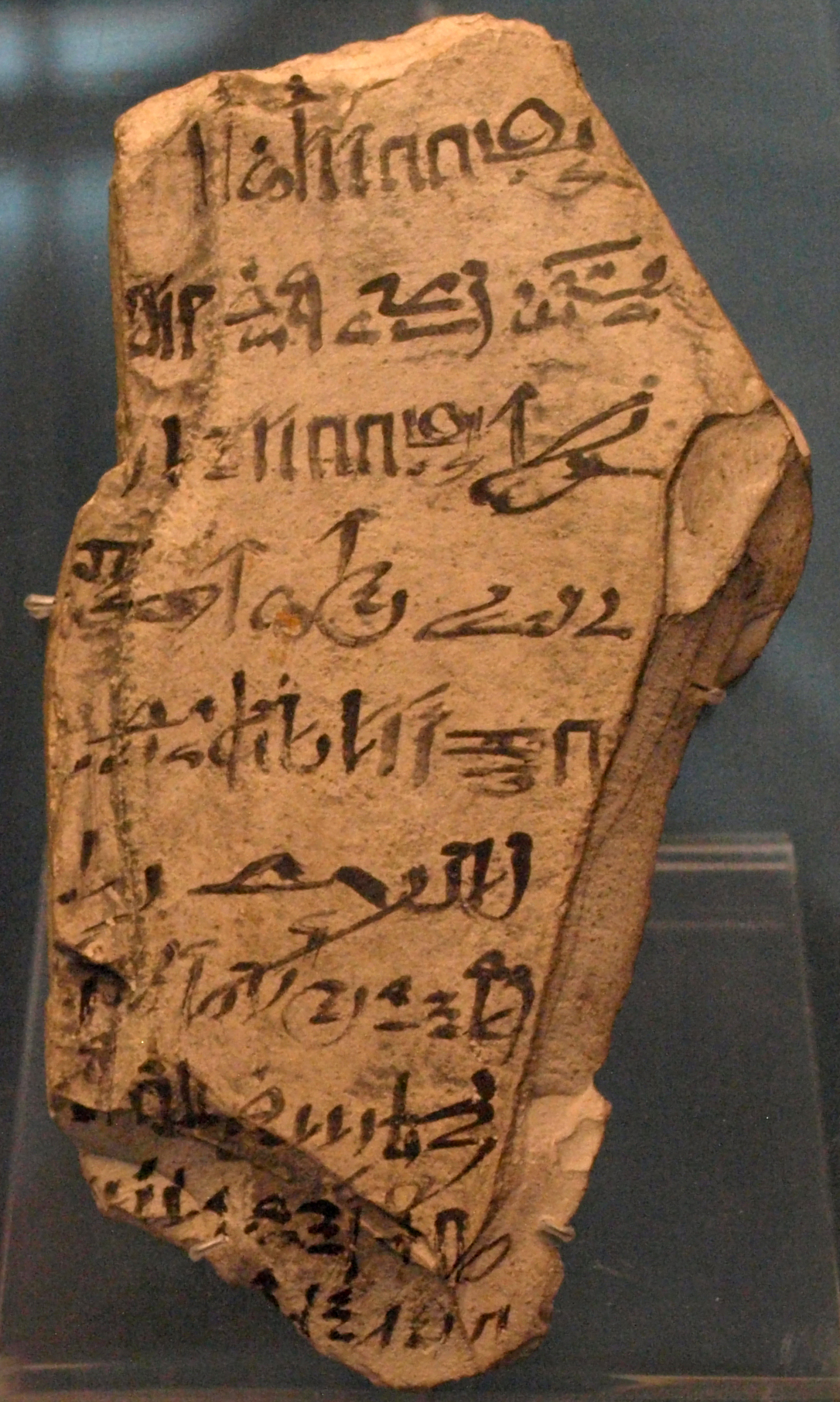
Ostracon con escritura hierática que menciona a los funcionarios que participaron en la inspección y limpieza de las tumbas durante la Dinastía XXI, c. 1070-945 a. C.

Junto con el cincel, utilizado para hacer inscripciones en la piedra, el principal instrumento de escritura del antiguo Egipto era el cálamo, un tallo de junco hueco cortado oblicuamente o deshilachado en la punta, similar a un pincel. Con pigmentos como el negro de carbón y el ocre rojo, el cáñamo se utilizaba para escribir en rollos de papiro y en pequeños fragmentos de cerámica o piedra caliza conocidos como ostracon. Se cree que los rollos de papiro eran artículos de un precio moderadamente elevado, ya que muchos de los que se conservan son palimpsestos, manuscritos cuyo contenido original fue borrado para dar cabida a nuevas obras escritas, lo que, junto con la práctica de cortar trozos de documentos de papiros de mayor tamaño para escribir cartas breves, hace suponer que la limitada temporada de crecimiento de la planta con que se confeccionaba el papiro (Cyperus papyrus) provocaba una escasez estacional de este material. Este hecho también explicaría el uso frecuente de ostracones y piedra caliza como medio para obras escritas breves. Además de la piedra, el papiro y el ostracon, también se utilizaban como soporte de escritura la madera el marfil y el yeso.
Durante la ocupación romana de Egipto, el tradicional cáñamo egipcio se sustituyó por una caña más corta y gruesa con un plumín, el principal instrumento de escritura del mundo grecorromano. Asimismo, los antiguos pigmentos egipcios se sustituyeron por las tintas griegas a base de plomo. La adopción de las herramientas de escritura grecorromanas influyó en la escritura egipcia, ya que en ese período los signos hieráticos estaban más espaciados, tenían plumadas más redondeadas y una mayor precisión angular.

### Preservación del material escrito
Las tumbas subterráneas egipcias construidas en el desierto ofrecen un ambiente idóneo para la conservación de los documentos en papiro. Un buen ejemplo son la gran cantidad de papiros funerarios de Libro de los muertos depositados en las tumbas para que sirvan de guía en la vida después de la muerte para las almas de los ocupantes de las tumbas. Sin embargo, solo durante el Imperio Medio tardío y la primera mitad del Imperio Nuevo era costumbre depositar papiros no religiosos en cámaras funerarias, por lo que la mayoría de los textos literarios que se conservan son de esta época.
En el Antiguo Egipto la mayoría de los asentamientos estaban situados en la llanura aluvial de la crecida del Nilo, un ambiente húmedo desfavorable para la conservación a largo plazo de los documentos en papiro. Los arqueólogos han descubierto una mayor cantidad de documentos en papiro en asentamientos desérticos en tierras elevadas sobre la planicie aluvial, o en asentamientos que carecían de sistemas de irrigación, como Elefantina, El Lahun o El Hiba.

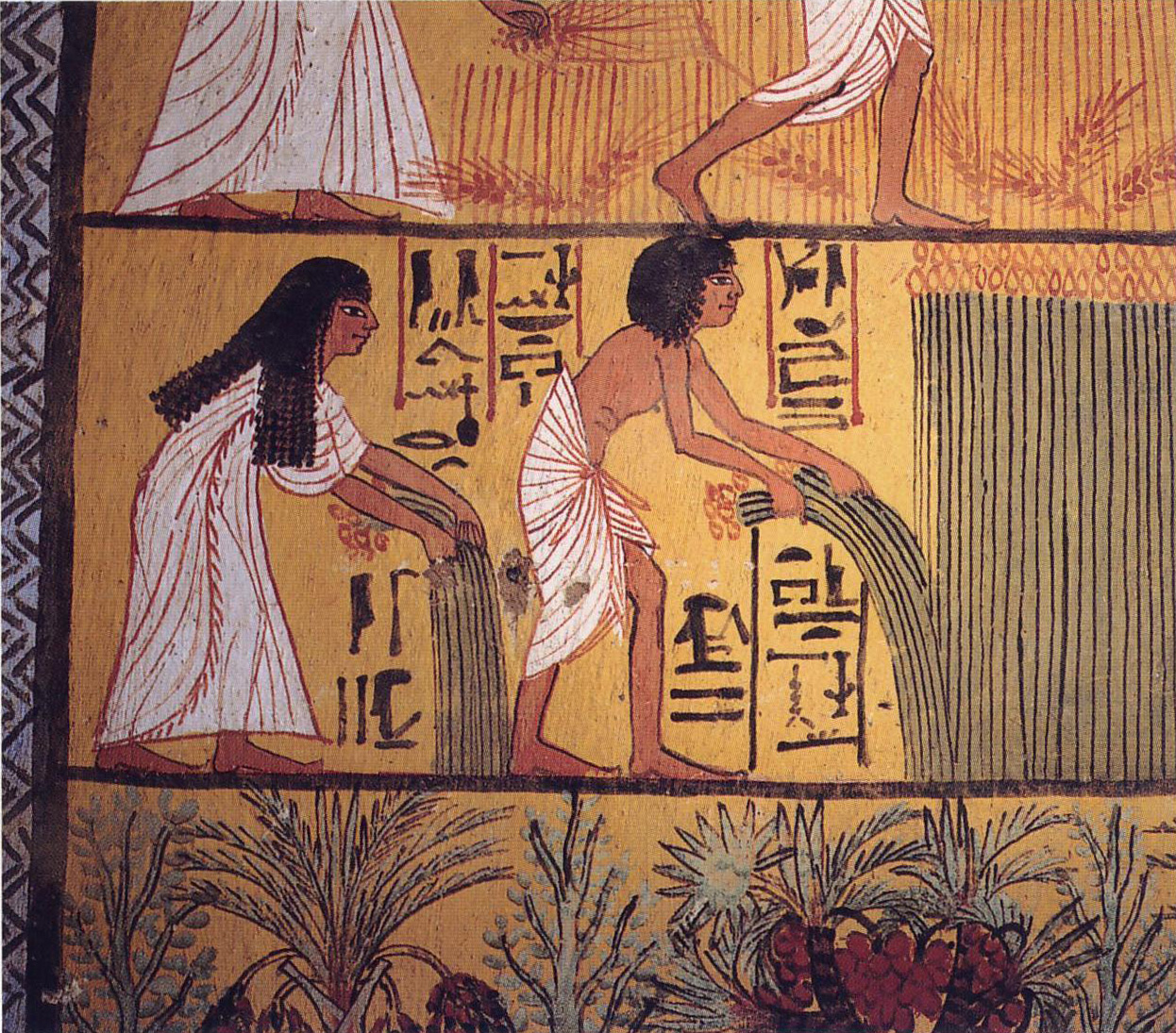
Pintura mural en una tumba de Deir el-Medina que muestra unos campesinos egipcios cosechando papiro, de principios del período ramésida.

Muchos textos sobre soportes más permanentes no se han conservado por diversos motivos. Piedras con inscripciones se reutilizaban con frecuencia como material de construcción y la tinta de los textos pintados sobre los ostracones de cerámica necesita un ambiente seco para asegurar su conservación. Mientras que los rollos y paquetes de papiro se solían almacenar en cajas para su conservación, los ostracones normalmente se desechaban en fosos de residuos. Uno de estos pozos, del período ramésida, se descubrió por casualidad en el pueblo de Deir el-Medina y en él se han encontrado la mayor parte de los documentos privados sobre ostracon que se conservan; en este lugar se han encontrado documentos de todo tipo, como cartas, himnos, narrativa de ficción, recetas, registros de negocios y voluntades y testamentos. La egiptóloga británica Penelope Wilson describe este hallazgo arqueológico como el equivalente a una búsqueda en un vertedero un contenedor de basura moderno; considera que los habitantes de Deir el-Medina gozaban de un elevado nivel de alfabetización para los antiguos estándares egipcios y destaca que hallazgos con este solo se producen «...en rarísimas ocasiones y en determinadas circunstancias».
El catedrático de egiptología británico John W. Tait afirma que «el material egipcio sobrevive de forma muy desigual ... la desigualdad de esta supervivencia se manifiesta tanto en el tiempo como al espacio». Por ejemplo, hay escasez de material escrito de todas las épocas en el delta del Nilo, pero abunda en Tebas occidental, que data de su período de apogeo. También señala que, aunque algunos textos se copiaron en numerosas ocasiones, de otros solo se conserva un único ejemplar, como en el caso de la Historia del marinero náufrago, de la que solo se conserva una copia completa del Imperio Medio, pero solamente algunos fragmentos de este relato en ostracones del Imperio Nuevo. Muchas otras obras literarias sobreviven únicamente en fragmentos o en copias incompletas de originales hoy desaparecidos.

### Egipcio antiguo, medio, tardío y demótico

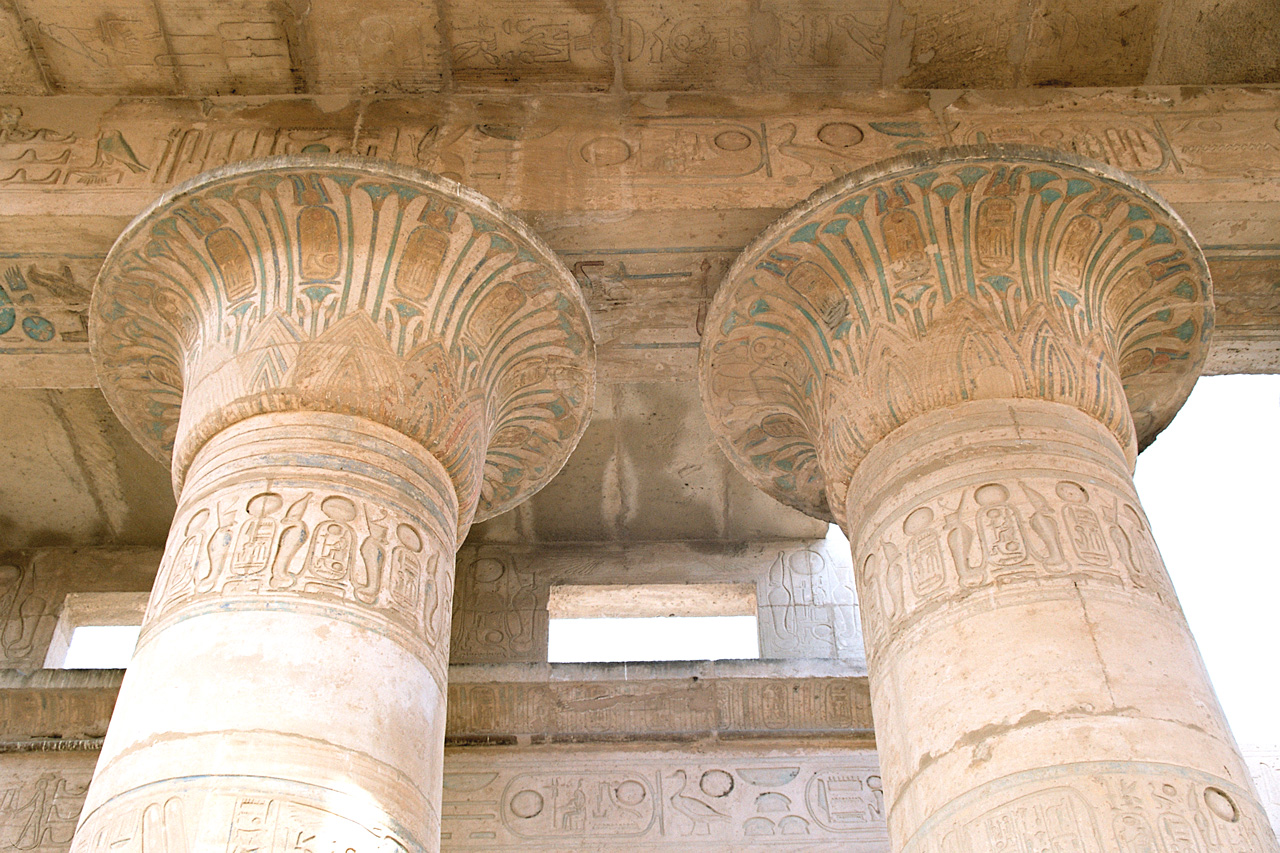
Columnas con jeroglíficos grabados y pintados en la sala hipóstila del Ramesseum, construida durante el reinado de Ramsés II.

Aunque la escritura apareció por primera vez a finales del cuarto milenio a. C., solo se utilizaba para transmitir nombres cortos y rótulos; las cadenas de texto interconectadas no aparecieron hasta alrededor del año 2600 a. C., a principios del Imperio Antiguo. Este hecho marca el inicio de la primera fase conocida de la lengua egipcia, el egipcio antiguo, que se mantuvo como lengua hablada hasta alrededor del año 2100 a. C. cuando, a inicios del Imperio Medio, evolucionó al egipcio medio. Mientras que el egipcio medio estaba estrechamente relacionado con el egipcio antiguo, el egipcio tardío era significativamente diferente en su estructura gramatical. El egipcio tardío posiblemente apareció como lengua vernácula ya en 1600 a. C., pero no se utilizó como lenguaje escrito hasta aproximadamente el año 1300 a. C., durante el período amarniense del Imperio Nuevo. El egipcio tardío evolucionó hacia el demótico en el siglo VII a. C. y, aunque siguió siendo una lengua hablada hasta el siglo V d. C., fue gradualmente reemplazado por el copto a partir del siglo I d. C.
La escritura hierática se utilizaba junto con los jeroglíficos para escribir en egipcio antiguo y medio, convirtiéndose en la forma dominante de escritura en egipcio tardío. Durante el Imperio Nuevo y a lo largo del resto de la historia del Antiguo Egipto, el egipcio medio se convirtió en una lengua clásica que normalmente se reservaba para leer y escribir en jeroglíficos y en la lengua hablada para las formas más elevadas de la literatura, como registros históricos, autobiografías conmemorativas, cánticos y textos funerarios, aunque la literatura del Imperio Medio escrita en egipcio medio también se reescribió en hierático en períodos posteriores.

## Aspecto social, religioso y educativo

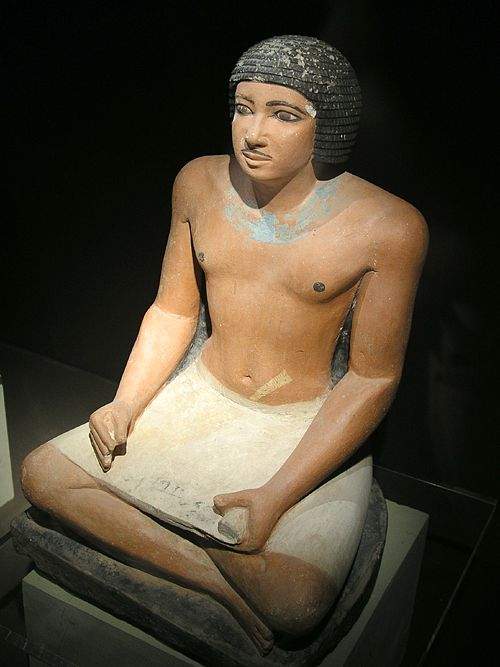
Estatua sedente de un escriba egipcio que sostiene un documento en papiro en su regazo, encontrada en el cementerio occidental de Guiza, Dinastía V.

A lo largo de la historia del antiguo Egipto, los principales requisitos para ocupar cargos públicos eran saber leer y escribir, aunque los funcionarios del gobierno contaban con la ayuda en su trabajo diario de un grupo social alfabetizado de élite conocido como escribas. Como se desprende del papiro Anastasi I, del período ramésida, los escribas podían encargarse, según Wilson, incluso de «... organizar la excavación de un lago y la construcción de una rampa de ladrillos, de determinar el número de hombres necesarios para transportar un obelisco y de organizar el abastecimiento de una compaña militar». Además de su trabajo en el ámbito gubernamental, los el servicio de los escribas también era demandado por las personas analfabetas para la redacción de cartas, documentos de venta y otros documentos legales. Se cree que el índice de alfabetización solo constituía el 1% de la población, el resto eran agricultores, pastores, artesanos y otros trabajadores analfabetos, así como comerciantes que necesitaban la ayuda de secretarios escribas. Su estatus privilegiado con respecto a los trabajadores manuales analfabetos es el tema de un popular texto instructivo del período ramésida, la Sátira de los oficios, en la que se burlan de las ocupaciones humildes e indeseables como la de alfarero, pescador, lavandero y soldado y se elogia la profesión de escriba. Una actitud degradante similar hacia los analfabetos se expresa en la Enseñanza de Khety del Imperio Medio, que se utiliza para reforzar la elevada posición de los escribas dentro de la jerarquía social.

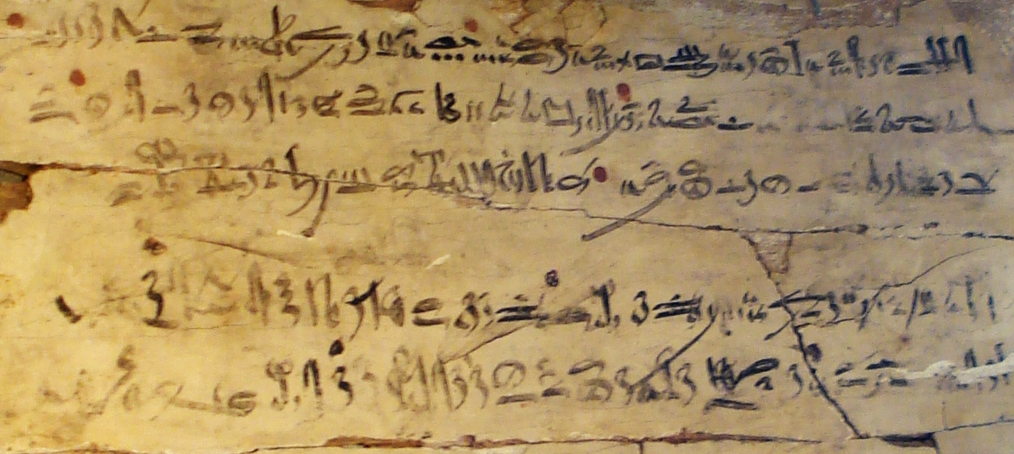
Tablilla en hierático con las prácticas de un escriba copiando un pasaje de las Instrucciones de Amenemhat.

Los escribas era el grupo social responsable de mantener, transmitir y canonizar los clásicos literarios y de escribir nuevas obras. Textos clásicos como la Historia de Sinuhé y las Instrucciones de Amenemhat fueron copiadas por alumnos como ejercicios de escritura y para inculcar los valores éticos y morales necesarios que distinguían a la clase social de los escribas. El género conocido como sebayt o enseñanzas representan la mayoría de los textos pedagógicos escritos sobre ostracon durante el Imperio Medio; los del género narrativo, como Sinuhé y El rey Neferkara y el general Sasenet, casi nunca se utilizaban como prácticas pedagógicas hasta el Imperio Nuevo. El profesor estadounidense William Kelly Simpson describe relatos narrativos como Sinuhé e Historia del marinero náufrago como «...instrucciones o enseñanzas con la apariencia de narraciones», ya que los principales protagonistas de estos relatos encarnaban las virtudes aceptadas de la época, como el amor por el hogar o la autosuficiencia.
Hay algunos casos conocidos en los que personas que no pertenecían a la profesión de escriba estaban alfabetizadas y tenían acceso a la literatura clásica. Menena, un dibujante que trabajaba en Deir el-Medina durante la Dinastía XX, citó pasajes de los relatos del Imperio Medio Historia del campesino elocuente e Historia del marinero náufrago en una carta instructiva reprendiendo a su hijo desobediente. Hori, contemporáneo ramésida de Menena, autor de la carta satírica del papiro Anastasi I, reprendió a su destinatario por citar las Instrucciones de Hordyedef de la forma impropia típica de una persona no letrada y semiculta.

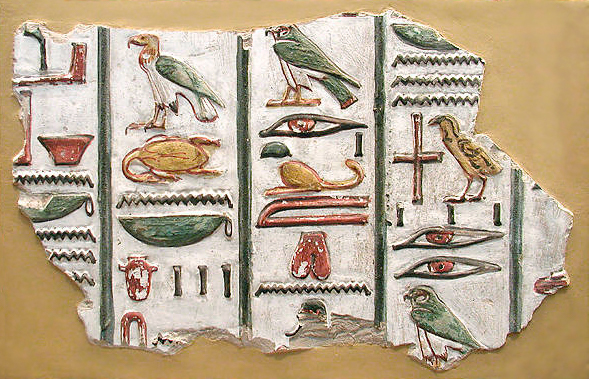
Jeroglíficos del Templo mortuorio de Seti I, actualmente en la Gran sala hipóstila de Karnak.

Existen pruebas poco numerosas pero sólidas en la literatura y el arte egipcio sobre la práctica de la lectura oral de textos al público. La forma oral «recitar» (šdj) se asociaba generalmente con biografías, cartas y hechizos. El canto (ḥsj) estaba destinado a canciones de alabanza, cantos de amor, lamentos funerarios y ciertos hechizos. Discursos como la Profecía de Neferti sugieren que estas composiciones estaban destinadas a la lectura oral en reuniones de la élite. En el primer milenio antes de Cristo, las colecciones de relatos cortos demóticos se centran en los escritos de los Pediese, las historias comienzan con la frase «La voz que está ante el faraón», que indica que un interlocutor oral y el público estaban implicados en la lectura del texto. En algunos textos se menciona una audiencia ficticia de altos funcionarios del gobierno y miembros de la corte real, pero es posible que haya participado una audiencia más amplia y no alfabetizada. Por ejemplo, una estela funeraria de Sesostris I menciona explícitamente a personas que se reúnen y escuchan a un escriba que «recita» las inscripciones de la estela en voz alta.
La literatura también servía para fines religiosos. A partir de los Textos de las Pirámides del Imperio Antiguo, las obras de literatura funeraria escritas en las paredes de las tumbas y más tarde en los textos de los sarcófagos y libros de los muertos colocados dentro de las tumbas, fueron diseñadas para proteger y sustentar a las almas en su vida después de la muerte. Esta literatura incluía el uso de hechizos mágicos, encantamientos e himnos líricos. Copias de textos literarios no funerarios encontrados en tumbas que no eran de la realeza sugieren que se creía que los muertos podrían entretenerse en la vida después de la muerte leyendo estos textos de enseñanza y cuentos narrativos.
Aunque la creación literaria fue predominantemente una actividad de escribas masculinos, se cree que algunas obras fueron escritas por mujeres. Se han encontrado varias referencias a mujeres que escribían cartas y sobreviven cartas privadas enviadas y recibidas por mujeres. Sin embargo, el profesor estadounidense de egiptología Edward F. Wente afirma que, incluso con las referencias explícitas a mujeres que leen cartas, es posible que las mujeres emplearan a otros para escribir documentos.

## Datación, contextualización y autoría

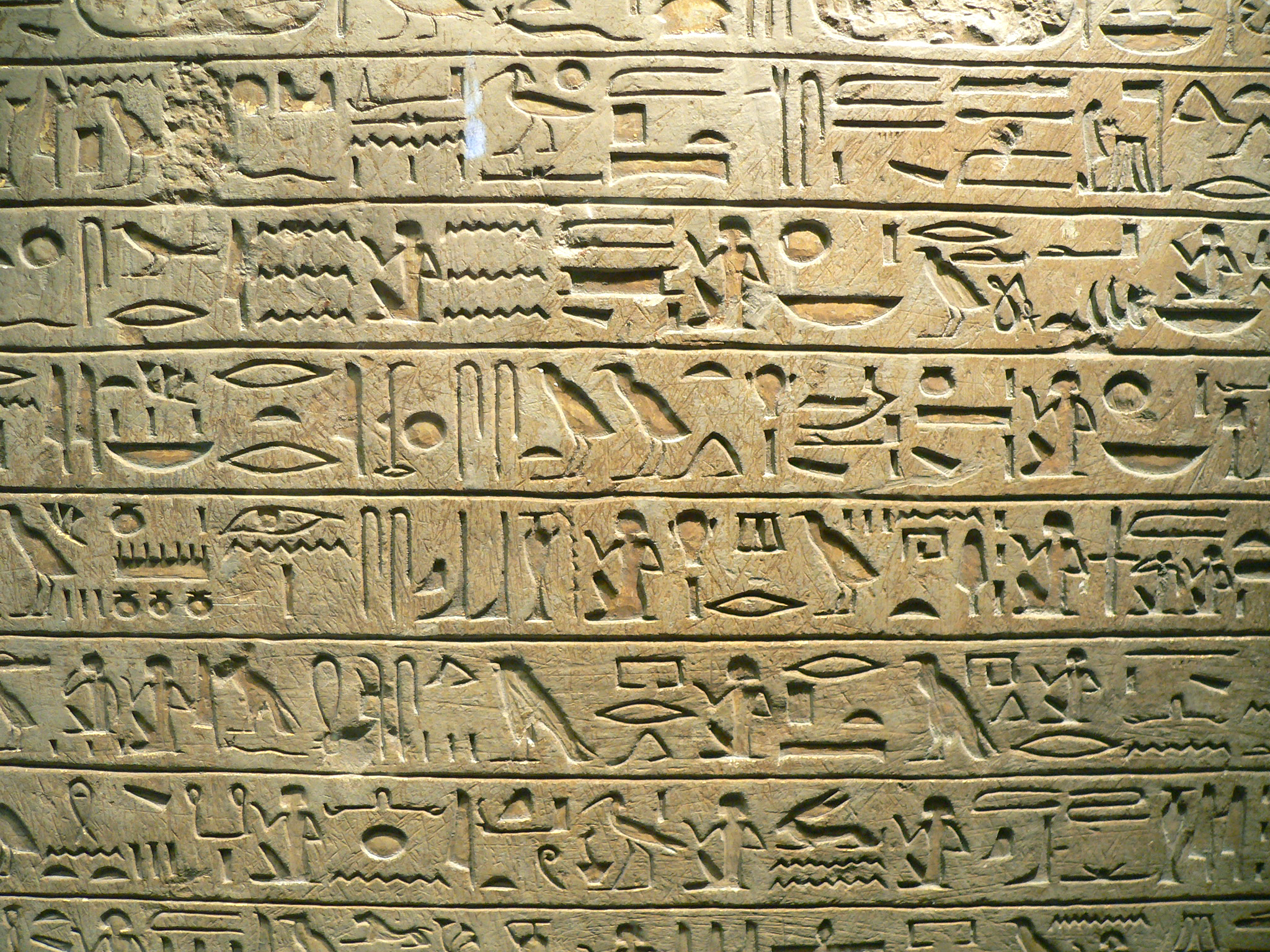
Estela de Minnakht, jefe de escribas, con inscripciones en jeroglíficos, datada del reinado de Ay.

El profesor y egiptólogo británico Richard B. Parkinson y el profesor de egiptología alemán Ludwig D. Morenz afirman que la literatura del Antiguo Egipto, si nos referimos como tal exclusivamente a las belles-lettres, no se recogió en forma escrita hasta principios de la Dinastía XII del Imperio Medio, pues los textos del Imperio Antiguo servían sobre todo para sustentar los cultos divinos, preservar las almas en la otra vida y documentar la práctica diaria de la vida cotidiana y no fue hasta el Imperio Medio cuando se escribieron textos por inquietud intelectual o con propósito de entretener. Parkinson y Morenz también consideran que las obras escritas del Imperio Medio eran transcripciones de la literatura oral del Imperio Antiguo. Se tiene constancia de que se recogieron algunas poesías orales en escritos posteriores.
La datación de textos mediante la paleografía es problemática debido a los diferentes estilos de escritura hierática. También existen dificultades para hacerlo mediante el estudio de la ortografía, ya que los autores de algunos textos pueden haber copiado el estilo característico de un arquetipo más antiguo. La narrativa de ficción se situaba a menudo en escenarios históricos muy distantes y la utilización de contextos contemporáneos en la ficción constituye un fenómeno relativamente reciente. El estilo de un texto tampoco es muy útil para determinar la fecha exacta de su composición, ya que el género y la forma de escribir del autor pueden estar más relacionados con la temática de un texto que con la época en la que fue escrito. Por ejemplo, autores del Imperio Medio podían ambientar textos de ficción de «libros de sabiduría» en la edad de oro del Imperio Antiguo (como las Instrucciones de Kagemni o de Ptahhotep y el prólogo de la Profecía de Neferti), o podrían escribir relatos ficticios situados en una época caótica similar a la conflictiva vida del Tercer periodo intermedio de Egipto (como Las enseñanzas del rey Merykara y la Historia del campesino elocuente). Otros textos de ficción están ambientados in illo tempore y suelen ser de temática intemporal.

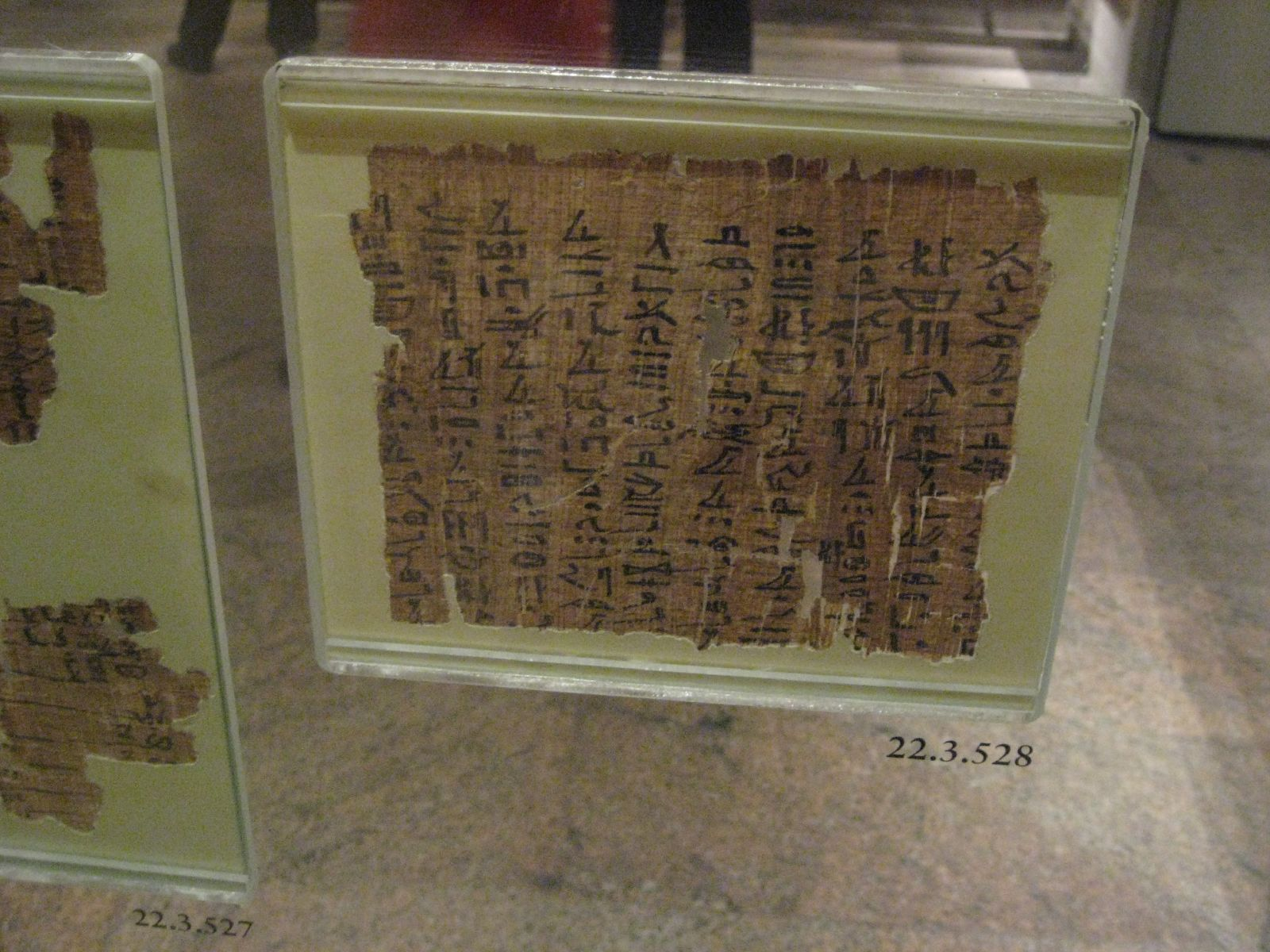
Uno de los Papiros Heqanakht, una colección de cartas personales en hierático que datan de la Dinastía XI del Imperio Medio.

Parkinson opina que casi todos los textos literarios eran escritos bajo seudónimos y con frecuencia se atribuyen falsamente a prominentes protagonistas masculinos de épocas anteriores, como faraones y visires. Solo los géneros literarios de 'enseñanzas' y 'lamentos/discursos' recogen obras atribuidas a autores históricos; textos de géneros como la narrativa no se atribuían nunca a un personaje histórico conocido. Tait afirma que durante el período clásico de Egipto «los escribas egipcios crearon su propia visión de la historia del papel de los escribas y de la autoría de los textos», pero que durante el Periodo tardío este papel lo desempeñó la élite religiosa vinculada a los templos.
Hay algunas excepciones a la norma general de la utilización de seudónimos. Se mencionaron los verdaderos autores de algunos textos didácticos del período ramésida, pero estos casos son raros, localizados y no representan la situación de la mayoría de las obras de la época. Los que escribían cartas privadas y a veces cartas de referencia se reconocían como los autores originales. Las cartas privadas podían utilizarse en los tribunales de justicia como testimonio, ya que la grafía exclusiva de una persona podía identificarse como auténtica. Las cartas privadas recibidas o escritas por el faraón a veces se inscribían en jeroglíficos en monumentos de piedra para celebrar el reinado y los decretos de los reyes inscritos en estelas de piedra a menudo se hacían públicos.

## Géneros y temática
Los egiptólogos modernos clasifican los textos egipcios en géneros, como enseñanzas, lamentos y discursos o narrativa. El único género literario que los antiguos egipcios designaban como tal eran las sebayt o enseñanzas. Parkinson afirma que el título de una obra, su texto de introducción o palabras clave que se encuentran en el cuerpo del texto deben utilizarse como indicadores de su género particular. Tan solo el género narrativo empleaba la prosa, pero muchas de las obras de éste y otros géneros estaban escritas en verso. La mayoría de los versos del Antiguo Egipto se escribían en forma de pareado, pero a veces se utilizaban tercetos y cuartetos.

### Instrucciones y enseñanzas

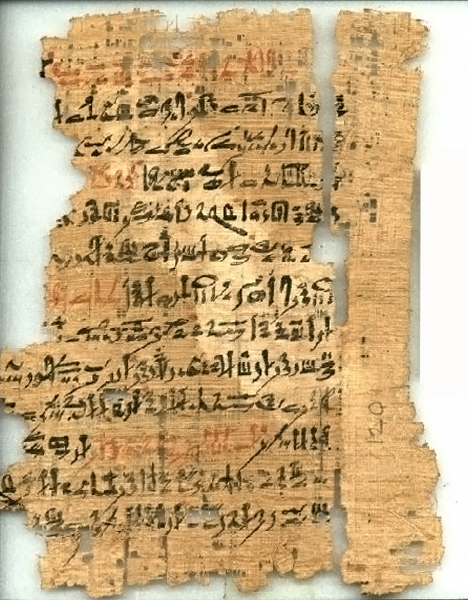
Una copia del Imperio Nuevo en papiro de la Enseñanza de la lealtad, en escritura hierática.

El género «instrucciones» o «enseñanzas», así como el de los «discursos reflexivos», pueden agruparse en el corpus más amplio de «libros de sabiduría» comunes en el Antiguo Oriente Próximo. Son de naturaleza didáctica y se cree que formaban parte del programa de estudios de los escribas del Imperio Medio. Sin embargo, los textos de enseñanza a menudo introducen elementos narrativos que pueden instruir y entretener. Parkinson sostiene que hay pruebas de que los textos de enseñanza no se crearon principalmente con fines educativos, sino ideológicos. También el egiptólogo y lexicógrafo alemán Adolf Erman consideró que las fabuladoras instrucciones dadas por Amenemhat I a sus hijos «... exceden con creces los límites de la filosofía escolar, y no tiene nada que ver con la escuela una gran advertencia a sus hijos para que sean leales al rey». Mientras que la literatura narrativa, plasmada en obras como El campesino elocuente, destaca al héroe individual que desafía a la sociedad y a sus ideologías aceptadas, los textos de enseñanza en cambio enfatizan la necesidad de cumplir con los dogmas convencionales de la sociedad.
Entre las palabras clave que se utilizan para clasificar los textos como del género de las enseñanzas figuran «saber» (rḫ) y «enseñar» (sbꜣ). El título de estos textos adopta generalmente una estructura del tipo «la instrucción de X hecha para Y», donde la «X» puede ser representada por una figura autoritaria, como un visir o un faraón, que ofrece orientación moral a su(s) hijo(s). A veces es difícil determinar cuántos destinatarios narrativos están involucrados en estas enseñanzas, ya que algunos textos cambian entre singular y plural cuando hacen referencia a sus audiencias.
Algunos ejemplos de este género pueden ser las Instrucciones de Ptahhotep, las Instrucciones de Kagemni, las Enseñanzas del rey Merykara, las Instrucciones de Amenemhat, las Instrucciones de Hordyedef, la Enseñanza de la lealtad o las Instrucciones de Amenemope. Ptahhotep y Kagemni se encuentran en el Papiro Prisse, escrito durante la Dinastía XII del Imperio Medio. El texto completo de la Enseñanza de la lealtad se conserva solo en manuscritos del Imperio Nuevo, aunque la primera mitad se conserva en una estela de piedra biográfica del Imperio Medio que conmemora al faraón Sehetepibre. Merykara, Amenemhat y Hordyedef son obras originales del Imperio Medio, pero solo sobreviven en copias posteriores del Imperio Nuevo. Amenemope es una recopilación del Imperio Nuevo. Los textos de enseñanza del Imperio Medio que han sobrevivido fueron escritos en manuscritos en papiro, no se conserva ningún ostracon educativo de ese período. Las pizarras de madera de estudiantes más antiguas que contienen una copia de un texto de enseñanza datan de la Dinastía XVIII.

### Narrativa

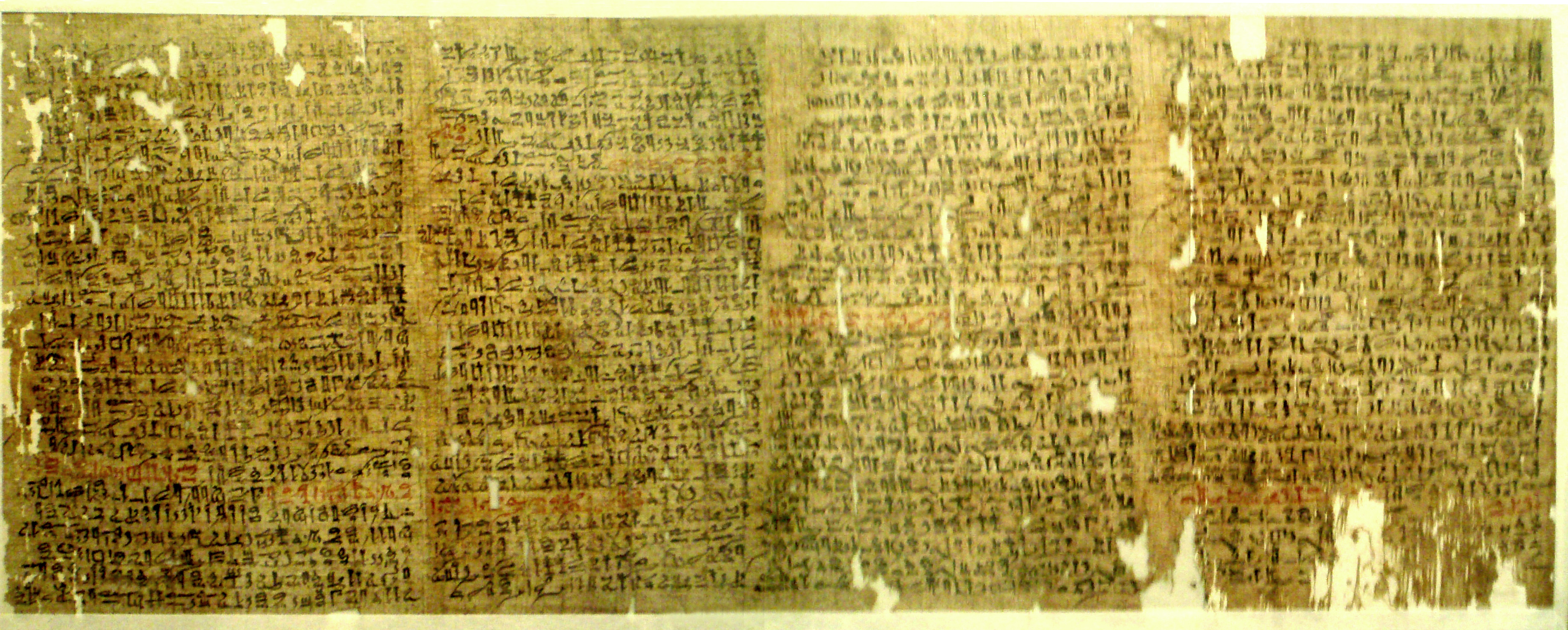
El Papiro Westcar, aunque escrito en hierático entre las Dinastías XV y XVII, contiene El cuento de la corte del rey Keops, escrito en una etapa del Imperio Medio que data de la Dinastía X.

La narrativa es probablemente el género menos representado en la literatura que se conserva del Imperio Medio y del egipcio medio. En cambio, en la literatura del egipcio tardío los cuentos, historias y relatos constituyen la mayoría de las obras literarias que se conservan desde el período ramésida del Imperio Nuevo hasta el Periodo tardío de Egipto. Entre las principales obras narrativas del Imperio Medio se encuentran El cuento de la corte del rey Keops, El rey Neferkara y el general Sasenet, Historia del campesino elocuente, Historia de Sinuhé y la Historia del marinero náufrago. El corpus de los cuentos y relatos del Imperio Nuevo incluye La disputa de Apofis y Seqenenra, La toma de Yapu, Historia del príncipe predestinado, Historia de los dos hermanos y la Historia de Unamón. Entre la narrativa del primer milenio a. C. escrita en demótico se encuentran la historia de la Estela del hambre (ambientada en el Imperio Antiguo, aunque escrita durante la dinastía ptolemaica) y las colecciones de relatos cortos de los periodos ptolemaico y romano que transforman a figuras históricas conocidas como Jaemuaset (Dinastía XIX) e Inaro (primera dominación persa) en héroes ficticios legendarios, en contraste con muchas historias escritas en egipcio tardío, cuyos autores por el contrario a menudo eligen a divinidades como protagonistas y lugares mitológicos como escenario.

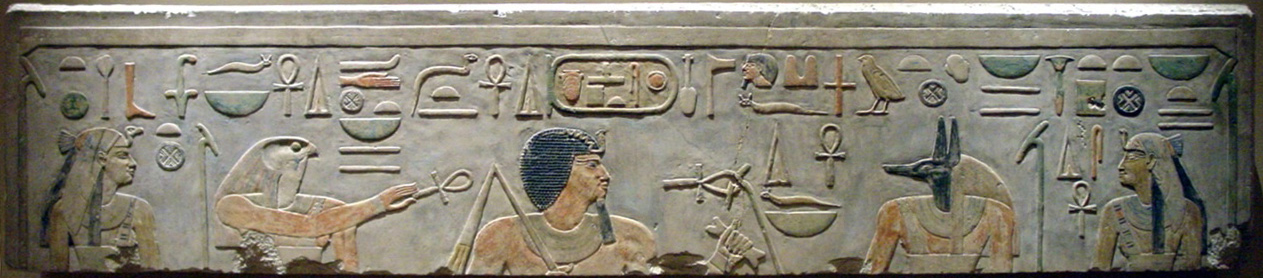
Una representación en relieve de Amenemhat I acompañado por deidades; su hijo Sesostris I relata su muerte en la Historia de Sinuhé.

Parkinson define los cuentos como «...narraciones no conmemorativas, no funcionales y ficticias» que suelen incluir la palabra clave «narrar» (sdd), y lo describe como el género menos definido, ya que los cuentos suelen incorporar elementos de otros géneros literarios. Así, Morenz describe la parte introductoria del cuento de aventuras en el extranjero Historia de Sinuhé como una «autopresentación funeraria» que parodia la típica autobiografía que se encuentra en las estelas funerarias conmemorativas. Esta obra trata sobre un mensajero cuyo servicio comenzó con Amenemhat I. Simpson afirma que la muerte de Amenemhat I en el informe ofrecido por su hijo, corregente y sucesor Sesostris I al ejército al comienzo de Sinuhé es «...propaganda excelente». Morenz describe la Historia del marinero náufrago como un informe expedicionario y un libro de viaje mitológico. Simpson señala que el recurso literario de «historia dentro de una historia» del Marinero náufrago puede constituir «...uno de los primeros ejemplos de un informe narrativo de una cantera.» Con un escenario situado en una mágica isla desierta y con un personaje que es una serpiente parlante, el Marinero náufrago también puede clasificarse como un cuento de hadas. Mientras que historias como Sinuhé, La toma de Yapu y El príncipe predestinado ofrecen narraciones ficticias de egipcios en el extranjero, la Historia de Unamón se basa muy probablemente en un relato verídico de un egipcio que viajó a Biblos, en Fenicia, para conseguir madera de cedro para la construcción naval durante el reinado de Ramsés XI.
Los cuentos y relatos narrativos se encuentran con mayor frecuencia en papiros, pero también se conservan textos parciales y a veces completos en ostracon. Por ejemplo, Sinuhé se encuentra en cinco papiros escritos durante las Dinastías XII y XIII, pero este texto fue copiado en numerosas ocasiones en ostracon durante las Dinastías XIX y XX, incluido uno que contenía el texto completo escrito en ambas caras.

### Lamentos, discursos, diálogos y profecías

El ba en forma de ave, un componente del alma egipcia que se analiza en el discurso del Imperio Medio Disputa entre un hombre y su ba.

Los textos proféticos del Imperio Medio, también conocidos como lamentos, discursos, diálogos y literatura apocalíptica, incluyen obras como los Lamentos de Ipuur, la Profecía de Neferti y la Disputa entre un hombre y su ba. Este género no tenía precedentes conocidos en el Imperio Antiguo y no se tiene constancia de composiciones originales del Imperio Nuevo, aunque obras como la Profecía de Neferti se copiaron con frecuencia durante el periodo ramésida del Imperio Nuevo, cuando este género del Imperio Medio fue canonizado pero se interrumpió su producción. La literatura profética egipcia experimentó un renacimiento durante la dinastía ptolemaica y el período de Egipto como provincia romana con obras como Crónica Demótica, Oráculo del cordero, Oráculo del alfarero y dos textos proféticos con Nectanebo II como protagonista. Junto con los textos de enseñanzas, estos discursos reflexivos (palabra clave mdt) se agrupan en la categoría de «libros de sabiduría» del Antiguo Oriente Próximo.
En los textos del Imperio Medio, los temas de vinculación son visiones pesimistas, descripciones de los cambios sociales y religiosos y un gran desorden en todo el país, que adoptan la forma de una fórmula sintáctica de verso «antes-ahora». Aunque estos textos se suelen catalogar como lamentos, Profecía de Neferti se aparta de este modelo, brindando una solución positiva a un mundo problemático. Aunque solo se conserva en copias posteriores a la Dinastía XVIII, Parkinson afirma que, debido a su evidente contenido político, Neferti se escribió originalmente durante o poco después del reinado de Amenemhat I. Simpson la describe como ...«un panfleto político descarado diseñado para apoyar el nuevo régimen» de la Dinastía XII fundada por Amenemhat, quien usurpó el trono de la línea sucesoria del rey Mentuhotep IV de la Dinastía XI. En esta obra, el rey Seneferu de la Dinastía IV convoca a la corte al sabio y sacerdote lector Neferti, quien entretiene al rey con profecías de que el mundo entrará en una era caótica, aludiendo al Primer periodo intermedio de Egipto, pero que será restaurado a su antigua gloria por un rey justo, Ameny, a quien los antiguos egipcios fácilmente identificarían como Amenemhat I. Un modelo similar de un mundo tumultuoso transformado en una edad de oro por un rey salvador fue adoptado en el Oráculo del cordero y el Oráculo del alfarero, aunque para sus destinatarios, que vivían bajo la dominación romana, el salvador aún no había llegado.
Aunque fue escrito durante la Dinastía XII, Lamentos de Ipuur solo se conserva en un papiro de la Dinastía XIX. Sin embargo, Disputa entre un hombre y su ba se encuentra en un papiro original de la Dinastía XII, conocido como Papiro Berlín 3024. Ambos textos son similares a otros discursos en estilo, tono y temática, aunque son únicos en el sentido de que el público de ficción desempeña un papel muy activo en el intercambio de diálogos. En Ipuur, un sabio se dirige a un rey anónimo y a sus ayudantes, describiendo el miserable estado de la tierra, que él achaca a la incapacidad del rey para mantener las virtudes reales, lo que puede interpretarse como una advertencia a los reyes o como una legitimación de la dinastía actual, contraponiéndola con el período supuestamente turbulento que la precedió. En Disputa entre un hombre y su ba un hombre relata a un grupo de personas una conversación con su ba, un componente del ser humano según la creencia egipcia, sobre si continuar viviendo en la desesperación o buscar la muerte como una forma de escapar de la miseria.

### Poemas, canciones, himnos y textos del más allá

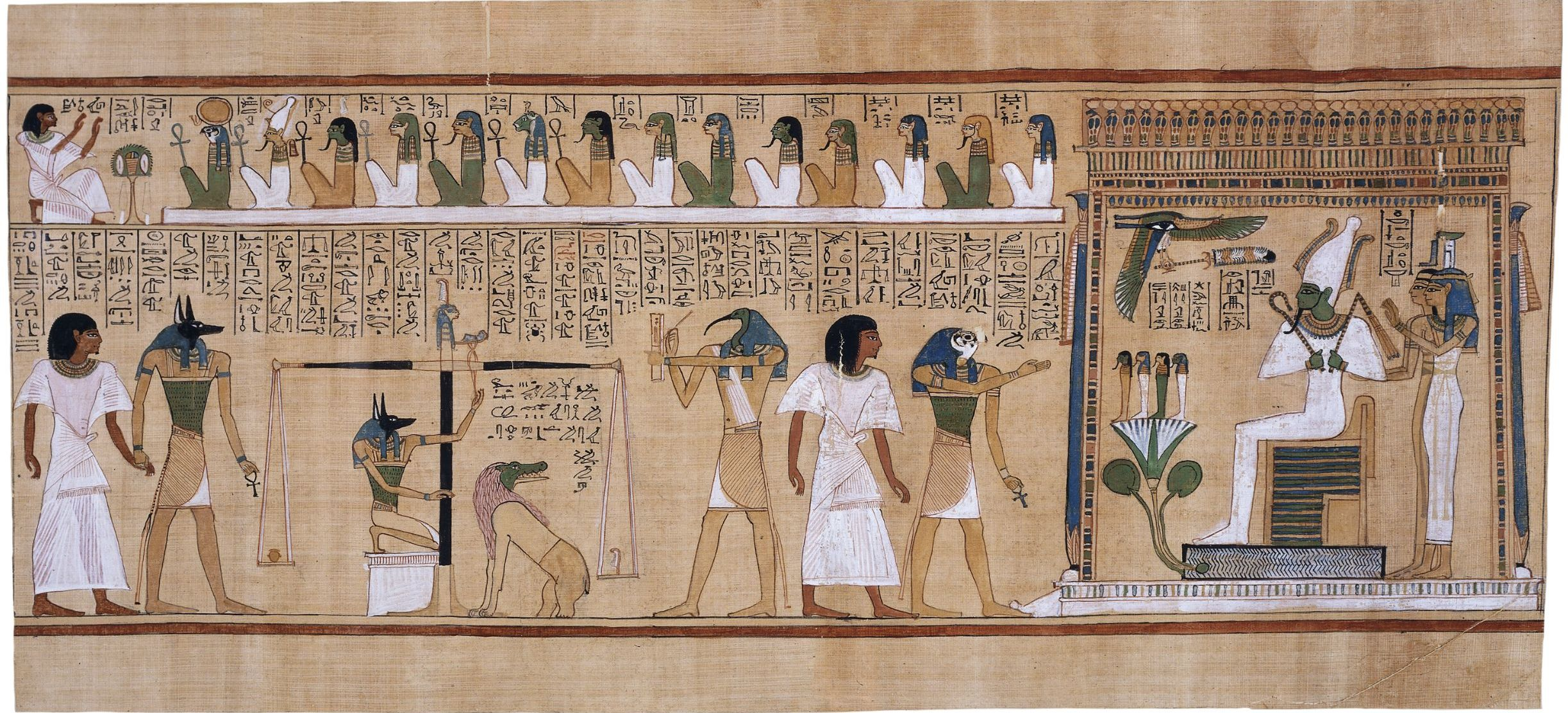
Escena del Libro de los muertos del escriba Hunefer, que muestra como ponen en una balanza su corazón y la pluma de la verdad. Si su corazón es más ligero que la pluma, se le permite entrar en la otra vida; si no, Ammyt se come su corazón.

Las estelas funerarias en losas de piedra aparecen por primera vez durante los primeros años del Imperio Antiguo. Normalmente se encuentran en mastabas y combinan ilustraciones en bajorrelieve con inscripciones que muestran el nombre del difunto, sus títulos oficiales (si los tuviera) e invocaciones.
Se creía que los poemas funerarios preservaban el alma de un monarca en la vida después de la muerte. Los Textos de las Pirámides son la primera literatura religiosa que se conserva que incorpora versos poéticos. Estos textos no aparecen en tumbas o pirámides que se levantaron con anterioridad al reinado de Unis, que hizo construir la Pirámide de Unis en Saqqara. La función principal de los Textos de las Pirámides era la de preservar y nutrir el alma del soberano en la otra vida, o incluso la de sus súbditos. A partir de los primeros Textos de las Pirámides se desarrollaron distintas formas de tradiciones textuales, como los Textos de los sarcófagos del Imperio Medio, o los llamados Libro de los muertos, Letanía de Ra y Libro del Amduat escritos en papiros desde el Imperio Nuevo hasta el final de la antigua civilización egipcia.
También se escribieron poemas para exaltar los reinados, como se puede ven en el templo de Amón-Ra en Karnak, donde Tutmosis III erigió una estela conmemorativa de sus victorias militares en la que los dioses lo bendicen en verso poético y le aseguran victorias sobre sus enemigos. Además de estelas de piedra, se han encontrado poemas en las tablillas de madera utilizadas por los estudiantes. Aparte de la glorificación de los reyes, se escribieron poemas para honrar a varias deidades, e incluso al río Nilo.

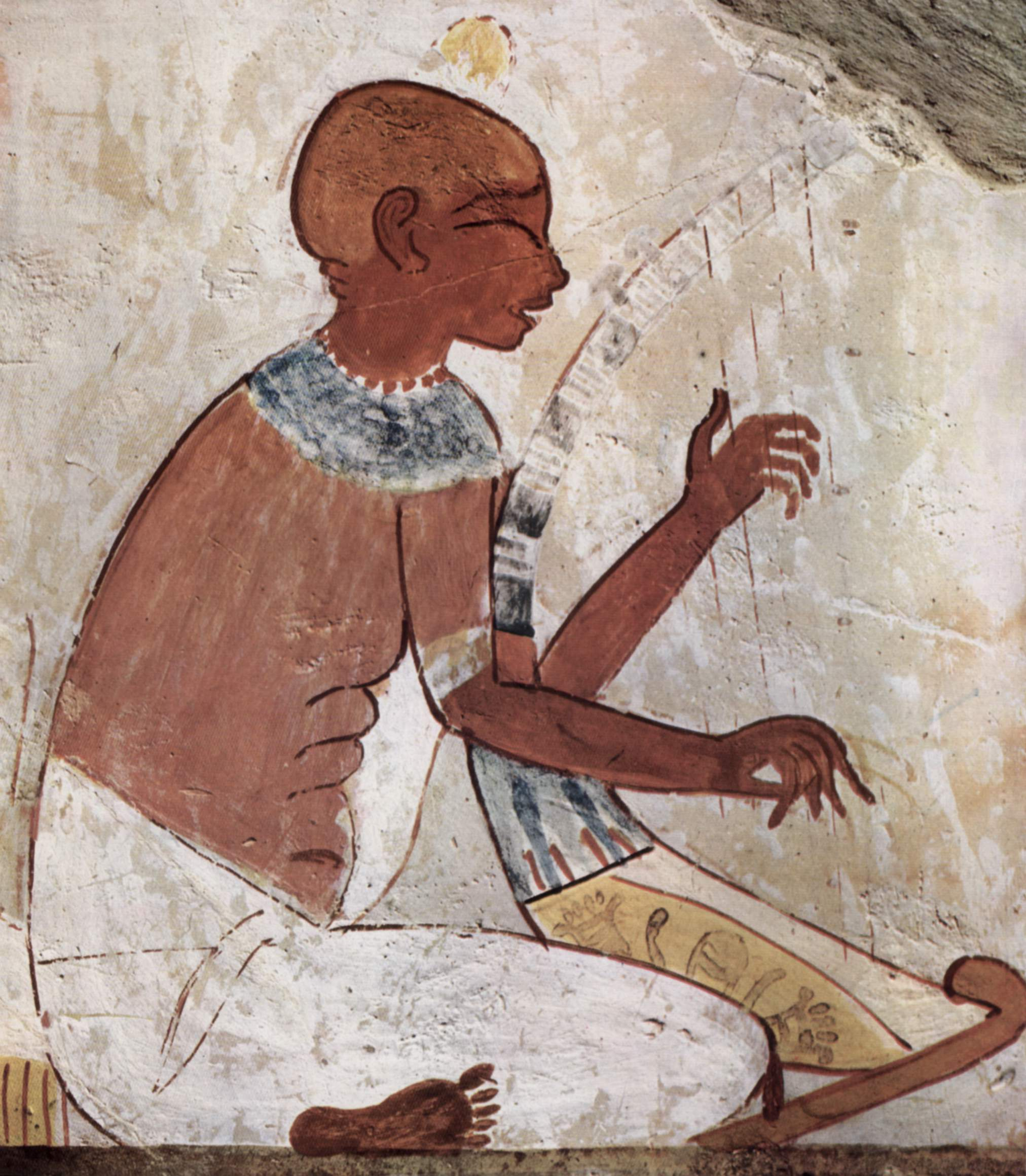
Arpista ciego, de un mural de la Dinastía XVIII de Egipto,

Entre los himnos y canciones del Imperio Antiguo que se conservan se encuentran los himnos de saludo matutino a los dioses en sus respectivos templos. En El Lahun se ha descubierto un conjunto de canciones del Imperio Medio dedicadas a Sesostris III. Erman considera que se trata de canciones seculares utilizadas para honrar al faraón en Menfis, mientras que Simpson las considera de naturaleza religiosa, aunque indica que la división entre canciones religiosas y seculares no está muy clara. El Canto del arpista, texto lírico encontrado en una lápida del Imperio Medio y en el Papiro Harris 500 del Imperio Nuevo, se utilizaba para interpretarse para los invitados a las cenas en banquetes formales.
Durante el reinado de Akenatón, el Himno a Atón fue escrito en honor a Atón, el dios del disco solar al que se le dio un culto exclusivo durante su reinado. Simpson compara las palabras y la secuencia de ideas de esta composición con las del Salmo 104 del Libro de los Salmos.
Solo se conserva un único himno poético en escritura demótica. Sin embargo hay muchos ejemplos de himnos del Período tardío egipcio escritos en jeroglíficos en los muros de los templos.
No hay ninguna canción de amor egipcia datada de antes del Imperio Nuevo, ya que están escritas en egipcio tardío, aunque se especula que pueden haber existido en épocas anteriores. Erman compara las canciones de amor con el Cantar de los Cantares, citando las expresiones «hermana» y «hermano» que los amantes utilizaban para referirse los unos a los otros.

### Cartas privadas, cartas modelo y epístolas

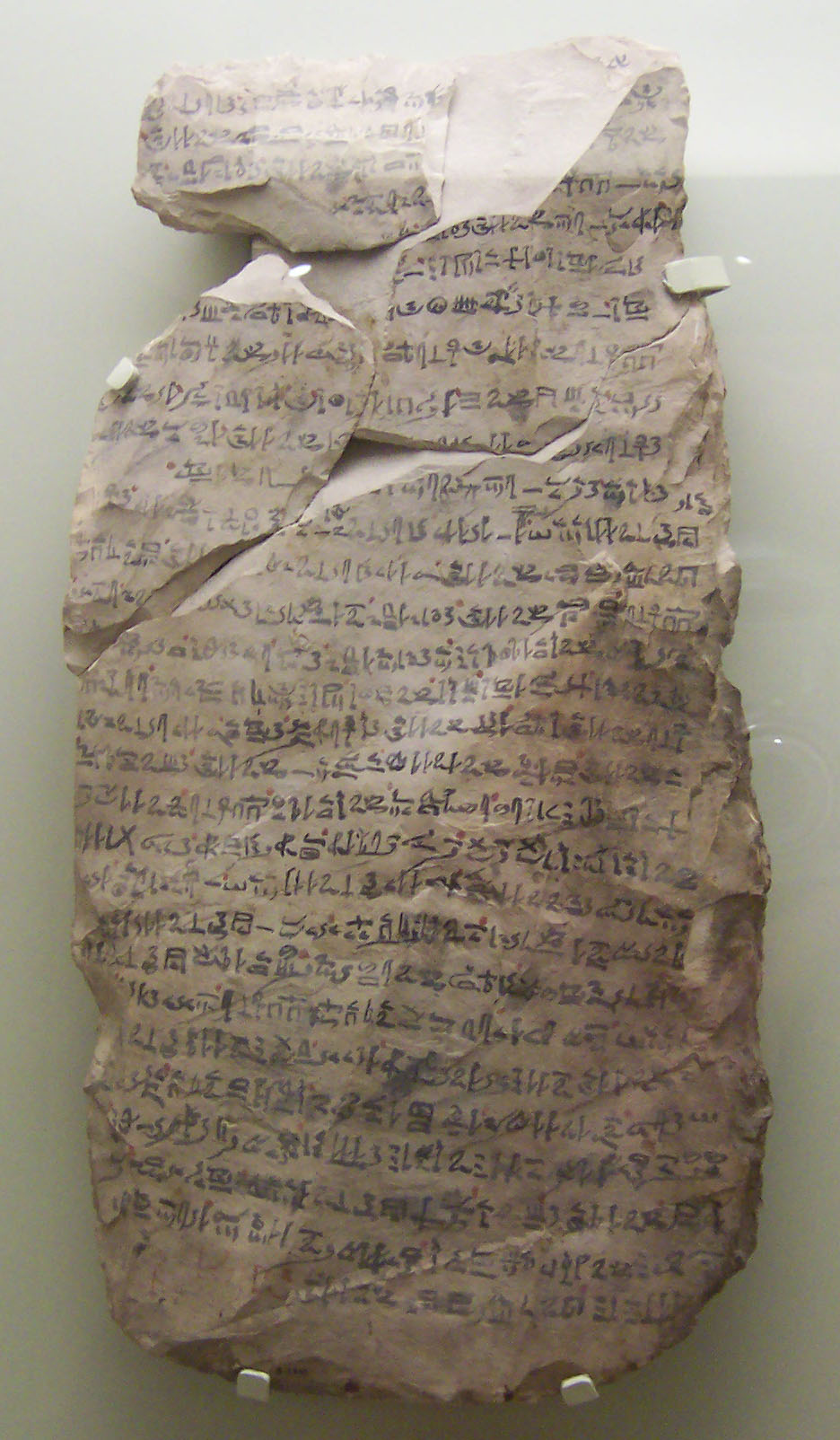
Texto en escritura hierática sobre ostracon de piedra caliza, escrito como práctica por un estudiante del Antiguo Egipto. Copió cuatro cartas de Khay, visir durante el reinado de Ramsés II.

Las cartas modelo y las epístolas del Antiguo Egipto se agrupan en un único género literario. Se utilizaban rollos de papiro precintados con sellos de barro para las cartas que se enviaban a lugares distantes, mientras que el ostracon se usaba generalmente para escribir cartas más cortas y no confidenciales que se enviaban a destinatarios que vivían en las inmediaciones. Algunas cartas de correspondencia real u oficial, escritas originalmente en hierático, recibían en ocasiones el privilegio de inscribirse en jeroglíficos en piedra. Entre los diferentes textos escritos como ejercicio por los estudiantes en pizarras de madera se encuentran cartas modelo. Las cartas privadas podrían utilizarse como modelos de cartas epistolares para que los escolares las copiaran, incluidas las escritas por sus maestros o sus familias. Sin embargo, estos modelos pocas veces aparecen en los manuscritos educativos; en su lugar, se utilizaban cartas de ficción que se encuentran en numerosos manuscritos. La fórmula epistolar habitual utilizada en estas cartas modelo era «El funcionario A dice al escriba B».
Las cartas privadas sobre papiro más antiguas que se conocen se hallaron en un templo funerario que data del reinado de Dyedkara Isesi, de la Dinastía V. Hay más cartas que datan de la Dinastía VI, cuando surgió el subgénero de la epístola. El texto educativo conocido como Libro de Kemit, que data de la Dinastía XI, contiene una lista de saludos epistolares y una narración con un final en forma de carta y una terminología adecuada para su utilización en las biografías conmemorativas. También se ha descubierto otras cartas del Imperio Medio temprano que utilizan fórmulas epistolares similares al Libro de Kemit. Los Papiros Hekanajt datan de la Dinastía XI y constituyen algunas de las cartas privadas más extensas del Antiguo Egipto que se conservan.
Durante el Imperio Medio tardío se observa una mayor estandarización de la fórmula epistolar, como en el caso de una serie de cartas modelo sacadas de los despachos enviados a la fortaleza de Semna en Nubia durante el reinado de Amenemhat III. También se escribieron epístolas durante las tres dinastías del Imperio Nuevo. Mientras que las cartas a los muertos se escribían desde el Imperio Antiguo, los texto de petición en formato epistolar a las deidades comenzó en el periodo ramésida, llegando a ser muy popular durante los periodos persa y ptolemaico.
La carta satírica del Papiro Anastasi I escrita durante la Dinastía XIX era un texto pedagógico y didáctico copiado por estudiantes en numerosos ostracones. Wente describe la polivalencia de esta epístola, que incluye «...saludos apropiados con deseos para esta vida y la del más allá, composición retórica, interpretación de aforismos en los libros de sabiduría, aplicación de las matemáticas en los problemas de ingeniería y cálculo de suministros para un ejército, y la geografía de Asia Occidental». Wente también califica el texto de ...«tratado polémico» que desaconseja el aprendizaje memorístico y mecánico de términos para lugares, profesiones y cosas; por ejemplo, que no es aceptable conocer solamente los topónimos de Asia Occidental, sino también detalles importantes sobre su topografía y rutas. Para mejorar la enseñanza, el texto emplea el sarcasmo y la ironía.

### Biografías y autobiografías
Catherine Parke, profesora emérita de Inglés y Estudios de la Mujer en la Universidad de Misuri, afirma que las primeras «inscripciones conmemorativas» de las que se tiene constancia proceden del Antiguo Egipto y datan del tercer milenio antes de Cristo. También considera que «En el antiguo Egipto, los relatos típicos de la vida del Faraón alababan la continuidad del poder dinástico. Aunque suelen estar escritos en primera persona, estos pronunciamientos son testimonios públicos y generales, no declaraciones personales», y añade que, al igual que en estas antiguas inscripciones, el deseo humano de «...celebrar, conmemorar e inmortalizar el impulso de la vida contra la muerte» es también la finalidad de las biografías que se escriben hoy en día.

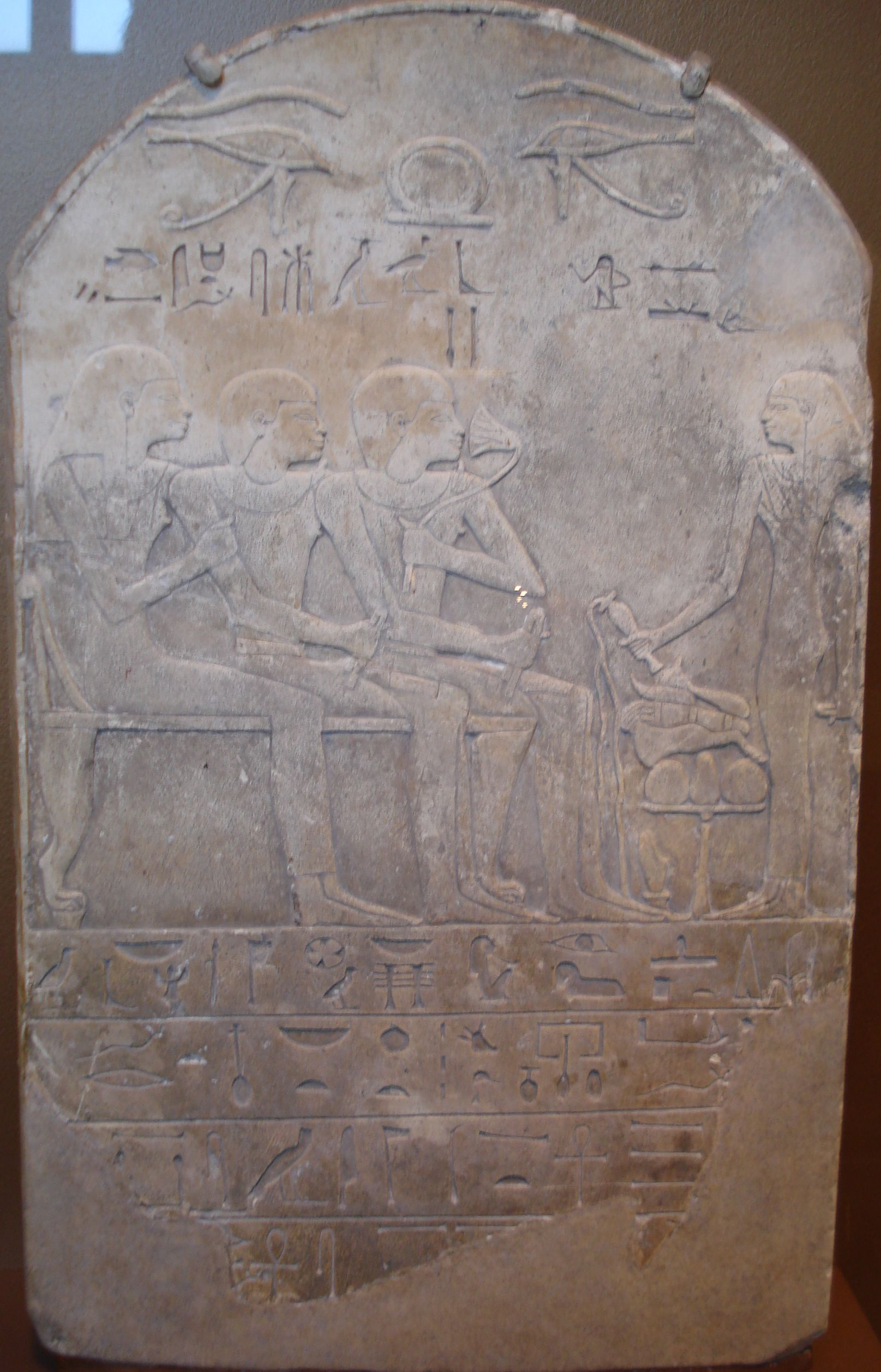
Estela funeraria de la Dinastía XVIII del Imperio Nuevo, de un hombre llamado Ba; el hijo de Ba, Mes, y su esposa, Iny, están sentados junto a él.

Olivier Perdu, profesor de Egiptología del Collège de France, afirma que no existían biografías en el antiguo Egipto y que la escritura conmemorativa debe considerarse autobiográfica. Edward L. Greenstein, profesor de Biblia de las universidades de Tel Aviv y Bar Ilán, no está de acuerdo con la definición de Perdu, pues considera que en el mundo antiguo no se escribieron autobiografías en el sentido actual de la palabra y estas deben distinguirse de los textos autobiográficos del mundo antiguo. Tanto Perdu como Greenstein coinciden en que las autobiografías del Antiguo Oriente Próximo no deben equipararse con el concepto moderno de autobiografía.
En su análisis del Eclesiastés de la Biblia hebrea, Jennifer Koosed, profesora asociada de Religión del Albright College, señala que no existe un consenso sólido entre los estudiosos en cuanto a la existencia de verdaderas biografías o autobiografías en el mundo antiguo. Uno de los principales argumentos académicos en contra es que el concepto de individualidad no existió hasta el Renacimiento europeo, lo que llevó a Koosed a afirmar «...así la autobiografía se convierte en un producto de la civilización europea: Agustín creó a Rousseau que creó a Henry Adams y así sucesivamente». También señala que el uso del «yo» en primera persona en los textos funerarios conmemorativos del Antiguo Egipto no debe interpretarse literalmente, pues el supuesto autor ya está muerto. Los textos funerarios deben ser considerados biográficos en lugar de autobiográficos; Koosed señala que el término «biografía» aplicado a estos textos es problemático, ya que también suelen describir las experiencias de la persona fallecida en su viaje por la Duat.
A partir de las estelas funerarias de los funcionarios de finales de la Dinastía III, se empezaron a añadir pequeñas menciones biográficas junto a los títulos de los hombres fallecidos. Sin embargo no se inscribieron los relatos de las vidas y carreras de los funcionarios del gobierno hasta la Dinastía VI. Las biografías de las tumbas se hicieron más detalladas durante el Imperio Medio, e incluían información sobre la familia de la persona fallecida. La gran mayoría de los textos autobiográficos están dedicados a escribas burócratas, pero durante el Imperio Nuevo algunos estaban dedicados a oficiales militares y soldados. Los textos autobiográficos del periodo tardío de Egipto ponen más énfasis en procurar la ayuda de las deidades que en actuar con rectitud para tener éxito en la vida. Mientras que los textos autobiográficos anteriores se ocupaban exclusivamente de la celebración de vidas que tuvieron éxito, los textos autobiográficos del período tardío incluyen lamentos por una muerte prematura, similares a los epitafios de la Antigua Grecia.

### Decretos, crónicas, listas de reyes e historias

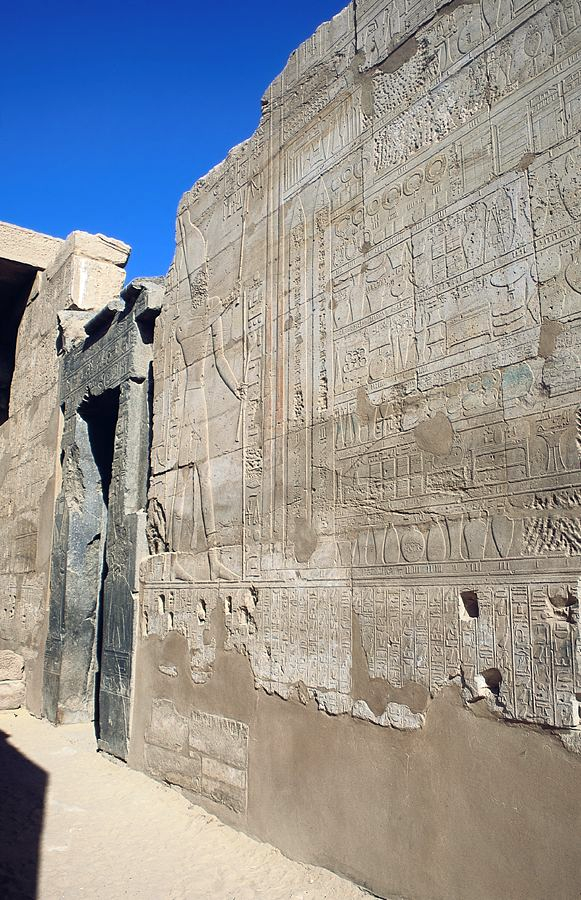
Anales del faraón Tutmosis III en Karnak.

Los historiadores modernos consideran que algunos textos biográficos o autobiográficos pueden ser valiosos documentos de referencia histórica; Por ejemplo, las estelas biográficas de los generales militares en las capillas de las tumbas construidas bajo Tutmosis III proporcionan gran parte de la información conocida sobre las guerras en Siria y Palestina. Los anales de Tutmosis III, tallados en las paredes de varios monumentos construidos durante su reinado, como los de Karnak, también conservan información sobre estas campañas. Los anales de Ramsés II, que relatan la batalla de Qadesh contra los hititas, incluyen, por primera vez en la literatura egipcia, un poema épico narrativo, distinto de toda la poesía anterior, que se empleó para exaltar e instruir.
Otros documentos útiles para investigar la historia egipcia son las antiguas listas de reyes encontradas en algunas crónicas, como la Piedra de Palermo de la Dinastía V. Estos documentos legitimaban las atribuciones de soberanía del faraón de la época. A lo largo de la historia del Antiguo Egipto, los decretos reales relataban los logros de los faraones en el poder, como el faraón nubio Pianjy, fundador de la Dinastía XXV, que hizo erigir y grabar una estela en egipcio medio clásico que describe con inusuales matices y vívidas imágenes sus exitosas campañas militares.
Un historiador egipcio, conocido generalmente por su nombre griego Manetón, fue el primero en recopilar una historia detallada de Egipto. Desarrolló su trabajo durante el reinado de Ptolomeo II y utilizó las Historias de Heródoto como fuente para escribir una historia de Egipto en griego, aunque las fuentes principales para su trabajo fueron las crónicas y las listas de reyes de las dinastías egipcias anteriores.

### Grafitos en templos y tumbas

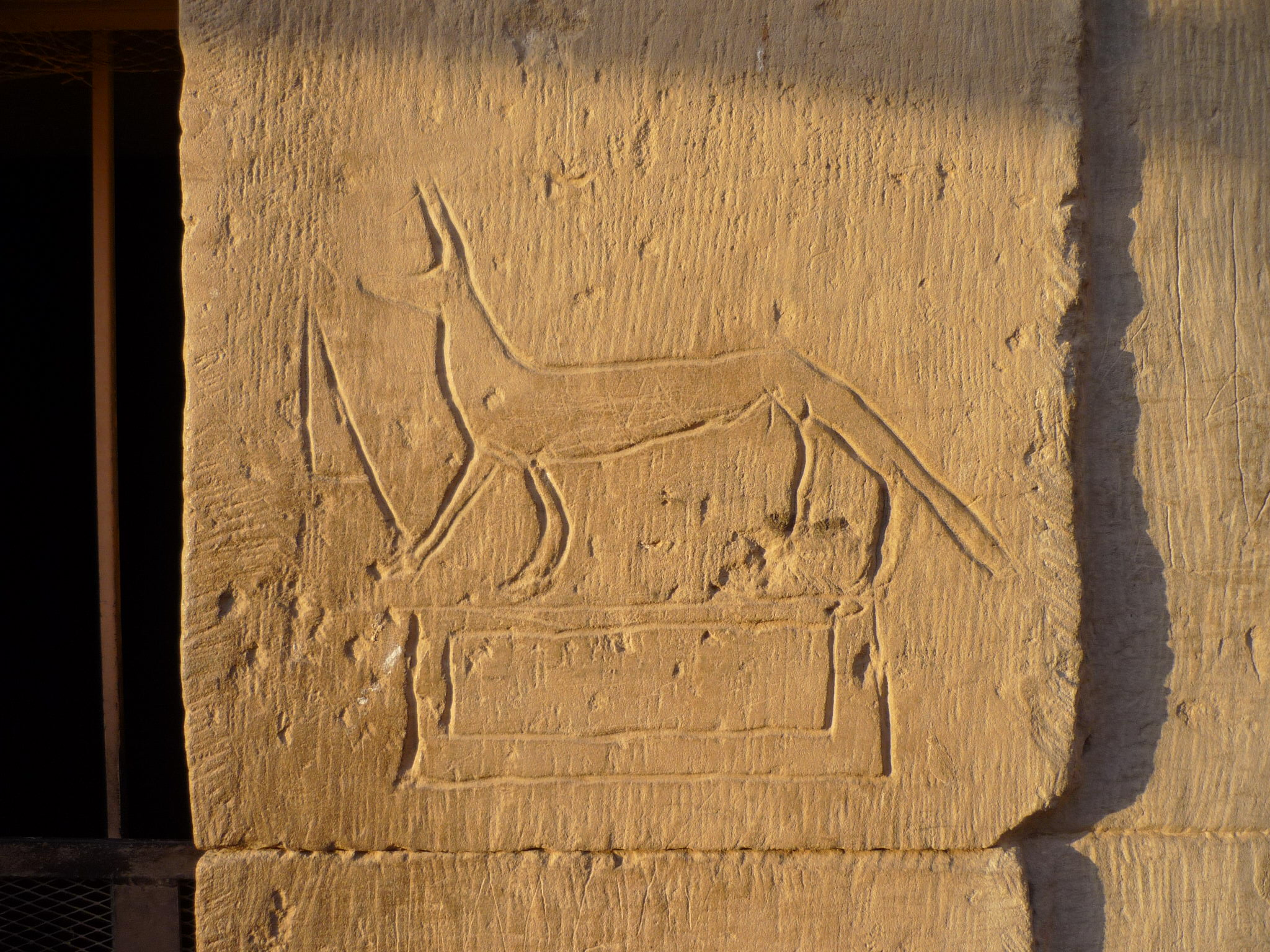
Grafito artístico de una figura canina en el Templo de Kom Ombo, construido durante la dinastía ptolemaica.

El profesor de egiptología alemán Hans-W. Fischer-Elfert considera el grafito del Antiguo Egipto un género literario. Durante el Imperio Nuevo los escribas que viajaban a antiguos enclaves a menudo dejaban mensajes dibujados en las paredes de los templos mortuorios sagrados y en las pirámides, por lo general para conmemorar estas estructuras. Los especialistas modernos no creen que estos escribas fueran meros turistas, sino peregrinos que visitaban lugares sagrados donde los centros de culto ya desaparecidos podían utilizarse para comunicarse con los dioses. Un ostracon educativo encontrado en la tumba tebana TT71 de Senenmut demuestra que en las escuelas de escribanos se hacían prácticas de escritura de grafitos. En el templo mortuorio de Tutmosis III en Deir el-Bahari se añadió un grafito con un texto modificado de las Instrucciones de Ptahhotep a una oración escrita en la pared del templo. Los escribas solían escribir sus grafitos en bloques separados para distinguirlos de los de los demás, lo que llevó a una competencia entre ellos, que en ocasiones despreciaban la calidad de los realizados por otros, incluso por sus ancestros de la profesión.

## Legado, traducción e interpretación
Cuando los coptos se convirtieron al cristianismo en los primeros siglos de nuestra era, su literatura cristiana copta se desvinculó de las tradiciones literarias faraónica y helenística. Sin embargo los historiadores modernos creen que la literatura del Antiguo Egipto, tal vez en forma oral, influyó en la literatura griega y árabe. Se han encontrado paralelismos entre los soldados egipcios adentrándose en Yapu (hoy Jaffa) escondidos en cestas para capturar la ciudad en el relato La toma de Yapu y los griegos micénicos infiltrándose en Troya en el interior del caballo de Troya. La toma de Yapu también se ha comparado con el relato árabe de Alí Babá en Las mil y una noches; también se ha especulado que el cuento de Simbad el Marino puede haberse inspirado en el relato faraónico Historia del marinero náufrago. Algunos eruditos del mundo antiguo han comentado algunos textos de la literatura egipcia, como el historiador judeorromano Flavio Josefo que citó y comentó los textos históricos de Manetón.

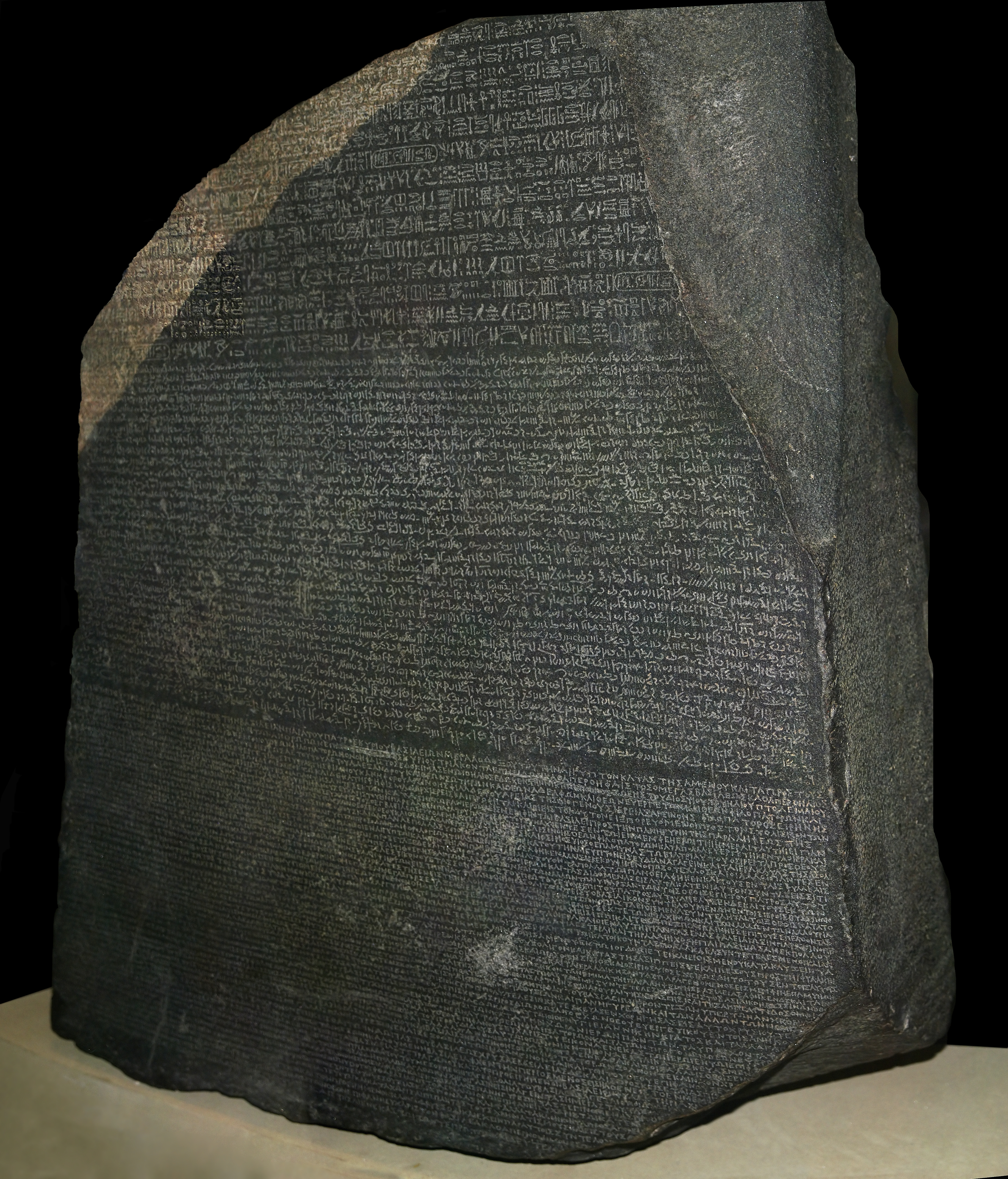
La trilingüe piedra de Rosetta, expuesta en el Museo Británico.

La inscripción jeroglífica más reciente del Antiguo Egipto de la que se tiene conocimiento se encuentra en un templo de File y que data del año 394 d. C., durante el reinado de Teodosio I el Grande. De gran éxito durante el siglo XV, aunque de historicidad discutida, el tratado del siglo IV Hieroglyphica de Horapolo es un estudio de casi doscientos jeroglíficos egipcios que ofrecía una interpretación de su significado, aunque su nivel de conocimiento era limitado y desconocía los usos fonéticos de cada uno de los jeroglíficos; no se tuvo conocimiento de este estudio hasta 1415, cuando el clérigo y geógrafo florentino Cristoforo Buondelmonti lo adquirió en la isla de Andros. El alemán Atanasio Kircher fue el primer europeo en constatar que el copto era un descendiente lingüístico directo del egipcio antiguo; en su Oedipus Aegyptiacus realizó el primer intento europeo conjunto de interpretar el significado de los jeroglíficos egipcios, aunque basado en deducciones simbólicas y repleto de imaginativas extravagancias.
No fue hasta 1799, con el descubrimiento durante la campaña napoleónica en Egipto y Siria de las inscripciones trilingües (jeroglífico, demótico y griego) en una estela conocida como la piedra de Rosetta cuando los eruditos modernos fueron capaces de descifrar la antigua literatura egipcia. El primer gran esfuerzo para traducir los jeroglíficos de la piedra de Rosetta fue realizado por Jean-François Champollion en 1822. Los primeros estudios de traducción de la literatura egipcia durante el siglo XIX fueron un intento de confirmar la historicidad de la Biblia.

Antes de la década de 1970, el consenso académico era que la antigua literatura egipcia, aunque compartía similitudes con los géneros literarios modernos, no era un discurso independiente y desvinculado del antiguo orden sociopolítico, sin embargo a partir de esa década un número creciente de historiadores y estudiosos de la literatura han cuestionado esta teoría. Mientras que antes de la década de los setenta los estudiosos trataban las obras literarias del Antiguo Egipto como fuentes históricas válidas que reflejaban con precisión las condiciones de esta antigua sociedad, ahora los estudiosos ponen en duda este razonamiento, utilizando cada vez más un enfoque hermenéutico pluridisciplinar para el estudio de las obras literarias de forma individual, en el que no solo se tienen en cuenta el estilo y el contenido, sino también el contexto cultural, social e histórico de la obra. Las obras individuales pueden utilizarse como estudio de caso para reconstruir las principales características del antiguo discurso literario egipcio.